# Yasser Arafat
Pour les articles homonymes, voir Arafat, Famille al-Husseini et Ammar.
Yasser Arafat (en arabe : يَاسِرْ عَرَفَاتْ, Yāsir ʿArafāt), né le 24 août 1929 au Caire en Égypte et mort le 11 novembre 2004 à Clamart (Hauts-de-Seine, France), de son vrai nom Mohamed Abdel Raouf Arafat al-Qoudwa al-Husseini (en arabe : مُحَمَّدُ عَبْدِ ٱلرَّؤُوفِ عَرَفَاتِ ٱلْقُدْوَةِ ٱلْحُسَيْنِي) et connu aussi sous son surnom (kounya) d'Abou Ammar, est un activiste et homme d'État palestinien.
Dirigeant du Fatah puis également de l'Organisation de libération de la Palestine, Yasser Arafat est resté pendant plusieurs décennies une figure controversée de l'expression des aspirations nationales des Palestiniens avant d'apparaître pour Israël comme un partenaire de discussions dans le cadre du processus de paix israélo-palestinien dans les années 1990.
Yasser Arafat représente alors les Palestiniens dans les différentes négociations de paix et signe les accords d'Oslo en 1993. Il devient le premier président de la nouvelle Autorité palestinienne et reçoit le prix Nobel de la paix 1994 en compagnie de Shimon Peres et Yitzhak Rabin.
À partir de 2001, après l'échec du sommet de Taba et le déclenchement de la seconde intifada, il perd progressivement de son crédit auprès d'une partie de son peuple qui reproche à l'Autorité palestinienne sa corruption et sa passivité face à la colonisation israélienne. Il se retrouve isolé sur la scène internationale tandis que les Israéliens élisent Ariel Sharon au poste de Premier ministre d'Israël, amenant un durcissement de la position israélienne vis-à-vis du dirigeant palestinien, contraint à ne plus quitter Ramallah (Cisjordanie). Cet isolement n'est rompu qu'à la veille de sa mort, quand il est emmené d'urgence à Clamart, où il meurt à 75 ans.
En 2012, la dépouille de Yasser Arafat est exhumée pour étudier l'hypothèse d'une mort par empoisonnement au polonium 210. L'équipe d'experts suisses conclut à l'empoisonnement mais les équipes russes et françaises à une mort de vieillesse à la suite d'une gastro-entérite. En 2015, le parquet de Nanterre décide de classer sans suite l'enquête sur sa mort.

## Biographie

### De 1929 à 1959, premières années

#### Naissance
Son nom officiel est Mohammed Abdel Rahman Abdel Raouf Arafat al-Qudua al-Husseini. Son biographe palestinien, Saïd K. Aburich, précise que « Mohammed Abdel Rahman était son prénom ; Abdel Raouf, le nom de son père ; Arafat, celui de son grand-père ; al-Qudua, le nom de sa famille et al-Husseini, le nom du clan de Gaza dont font partie les al-Qudua »,. Yasser, surnom d'enfance, signifie « facile à vivre » en arabe,. Arafat se revendiquait encore comme étant le petit-neveu du grand mufti de Jérusalem Mohammed Amin al-Husseini, bien qu'en réalité il était un cousin éloigné.

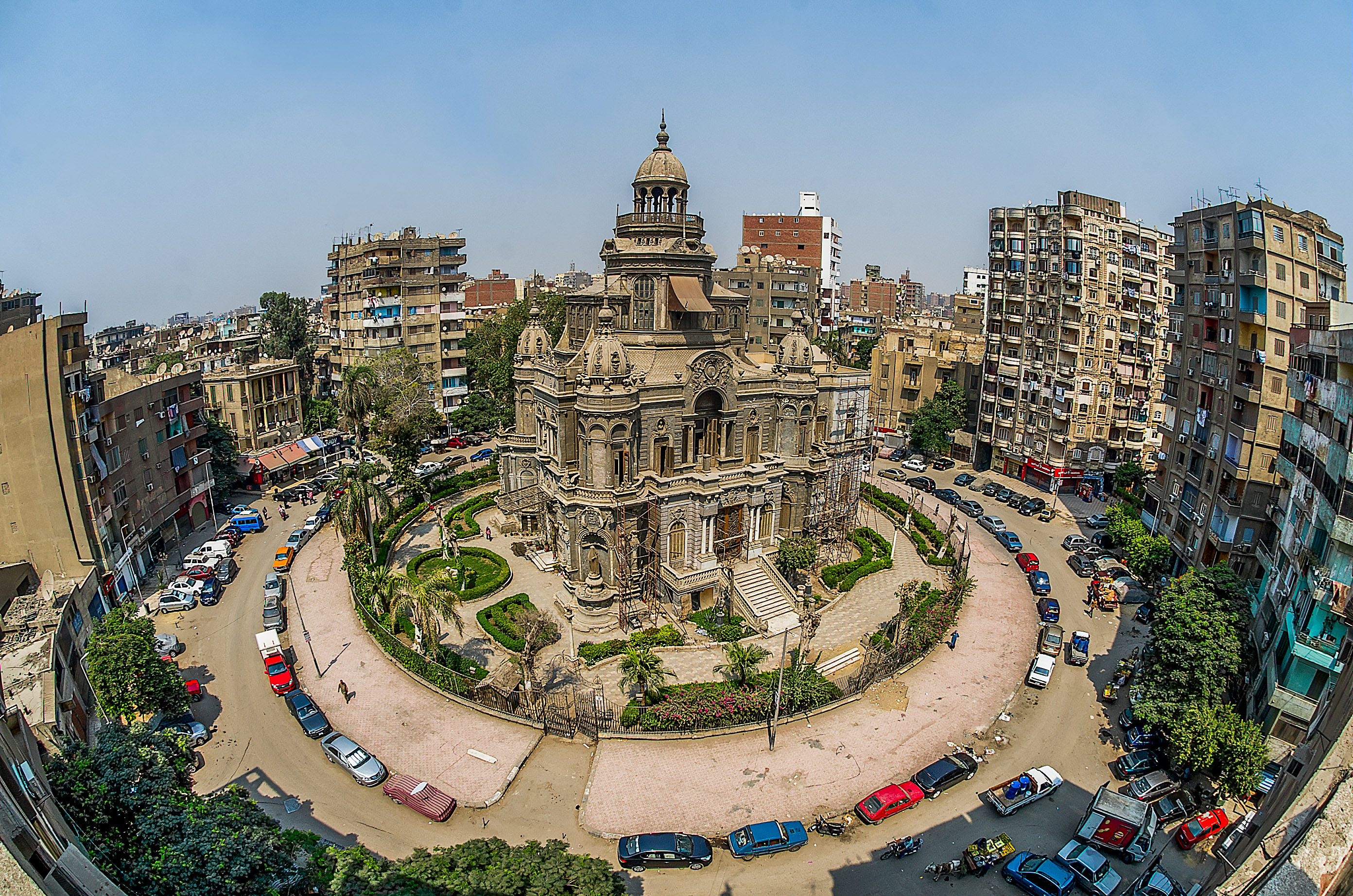
Palais Sakakini au Caire en 2017.

Yasser Arafat est né le 24 août 1929, au Caire en Égypte, où il a passé les premières années de sa vie dans le quartier de Sakakini (en) où vivent Juifs et musulmans,. Un biographe de Yasser Arafat, Alan Hart (en), rapporte que des documents découverts à l'université du Caire par des chercheurs français ont permis de conclure qu'il était bien né dans la capitale égyptienne.
Son père Abdel Raouf al-Qudua al-Husseini est un riche marchand d'épices et propriétaire terrien originaire de Gaza, sixième d'une famille de sept enfants. Sa grand-mère paternelle est égyptienne et sa mère, Zahwa Abul Saud, est originaire de Jérusalem où la famille Abul Saud prétend descendre directement du prophète Mahomet,,.
Son père, quant à lui, réclamait « une grande partie du Caire qu'il croyait être la propriété légitime de sa famille ».
Cependant, Yasser Arafat déclarait être né à Jérusalem le 4 août 1929, ce qui s'est révélé faux, selon les vérifications d'historiens,.
Selon son récit, sa mère aurait quitté le Caire durant sa grossesse à la suite d'une dispute avec son époux pour se rendre chez ses parents à Jérusalem où elle aurait donné naissance à Yasser. Arafat insistait sur le fait qu'il aurait vu le jour dans une maison en pierre attenante au mur des Lamentations, puis indiquait comment il aurait vécu à Jérusalem avec son oncle Salim Abou Saoud puis en aurait été expulsé à la création d'Israël, en 1948,. Arafat se présentait ainsi comme une victime du sionisme, afin d' accroître sa crédibilité en tant que dirigeant palestinien,.
En fait, après le décès de sa mère, alors qu'il a quatre ans, il passe avec son frère, Fathi Arafat — Égyptien comme lui, qui devient plus tard le président du Croissant-Rouge palestinien —, quatre ans à Jérusalem chez un de leurs oncles maternels, Salim Abul Saoud, mufti chargé des tribunaux islamiques, avant que son père, lorsqu'il se marie pour la deuxième fois, avec une Égyptienne, le fasse rentrer au Caire où sa sœur aînée s'occupe de lui. La maison de son enfance sera rasée par les autorités israéliennes en 1967, lors de l'annexion de Jérusalem-Est.
Au Caire, il bénéficie de l'enseignement gratuit des écoles égyptiennes. Il y passe la plus grande partie de son enfance et de son adolescence avec ses six frères et sœurs. Sa sœur indique qu'il n'aimait pas l'école et préférait faire du camping dans le jardin de la maison et être chef de bande à l'extérieur où il « portait un bâton pour battre ceux qui n'obéissaient pas à ses ordres ».

#### Une jeunesse engagée

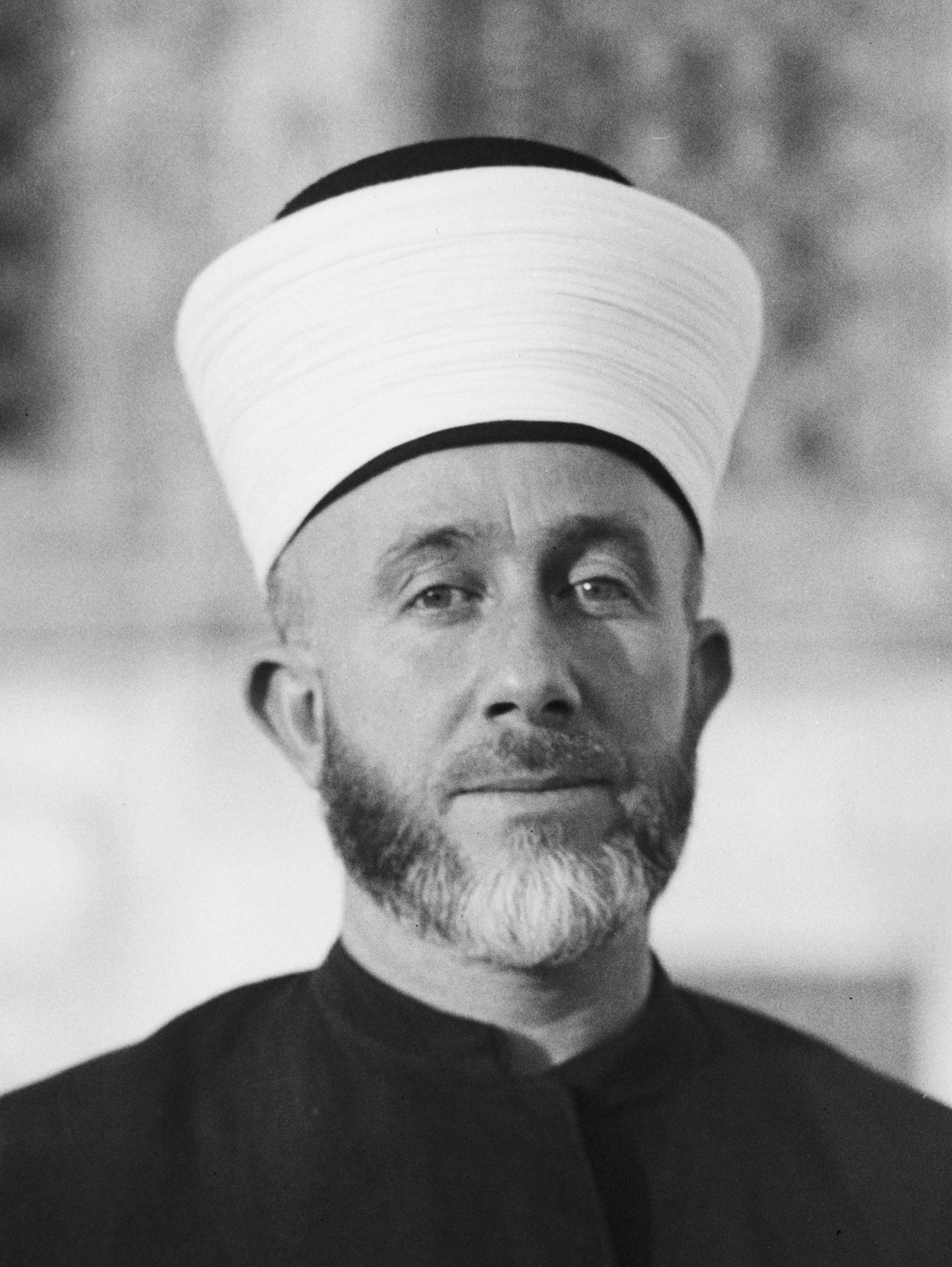
Mohammed Amin al-Husseini vers 1929.

Au Caire, Arafat fréquente les Macchabées - clubs sportifs juifs - pour « étudier leur mentalité ». Il se met également à lire les textes de penseurs sionistes comme Theodor Herzl et Vladimir Jabotinsky. « Il faut que je comprenne mon ennemi », déclare-t-il.
En 1946, il rencontre le grand mufti de Jérusalem, Mohammed Amin al-Husseini, qu'il viendra à admirer. Il entre dans son organisation en tant qu'assistant du cheikh Hassan, un religieux, principal confident du mufti. Il délivre des lettres, récolte de l'argent ou bien fournit des informations sur les activités politiques dans les écoles et universités égyptiennes. Il ne parvient pas à intégrer l'université du Texas mais malgré ses activités, il s'inscrit à l'université Roi Fouad Ier en 1947, probablement avec l'aide financière du cheikh Hassan et du mufti qui sont à leur tour admiratifs de ce « jeune activiste dynamique ».
L'historienne Nadia Ben Jelloun rapporte une confidence que lui a faite Yasser Arafat sur sa « perception politique de la présence sioniste en Palestine que peu avant la guerre de 1948 ». Quand éclate la guerre civile en Palestine mandataire, il participe — de façon marginale — à l'achat et l'envoi d'armes légères aux partisans du mufti - les combattants de la Jaysh al-Jihad al-Muqaddas - qui affrontent des forces juives mieux équipées et mieux entraînées,.
À vingt ans, il entre en 1949 à l'école d'ingénieurs de l'université Roi Fouad Ier du Caire, où il obtient un diplôme d'ingénieur civil,.

#### Lutte politique en Égypte

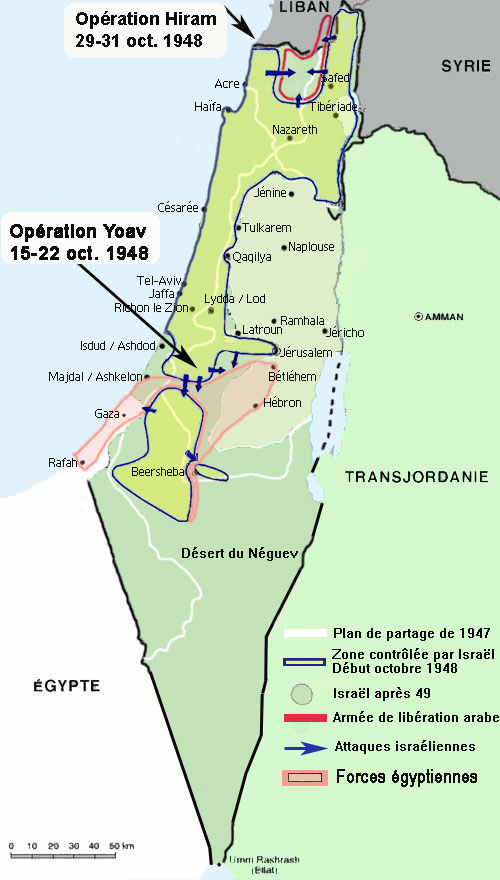
Carte des positions militaires au début octobre 1948.

En Égypte, il fait la rencontre de ceux qui fonderont le Fatah avec lui, et deviendront ses adjoints à la direction de l'Organisation de libération de la Palestine (OLP).
Au cours de ses études universitaires, il fait la connaissance de Khaled Moheidine, professeur d'art militaire chargé de la formation des officiers de réserve. On rapporte que Yasser ne manque pas une seule fois son cours et obtient ainsi le certificat d'officier de réserve. Cette formation lui permet de côtoyer des fonctionnaires du gouvernement égyptien, mais le temps qu'il y consacre fait qu'il n'obtient son diplôme d'ingénieur qu'un peu tard par rapport à ses camarades, en juillet 1956.
Il se rapproche, sans toutefois en devenir membre, de la confrérie des Frères musulmans, confrérie politique islamiste. Il participe avec eux à des opérations contre les Britanniques[Quand ?][Où ?]. De 1952 à 1956, il devient président de l'Union générale des étudiants palestiniens (GUPS). Il édite le magazine La Voix de la Palestine.
Le père d'Arafat meurt en 1952. Yasser n'assiste pas à ses funérailles : la sévérité de ce dernier avec ses enfants, ses mariages répétés et son expulsion à Gaza ont en effet contribué à l'éloigner de son fils.
Arafat, qui considère que la monarchie égyptienne est corrompue, s'éloigne bientôt des « Frères » pour se rapprocher du Mouvement des officiers libres égyptiens (Mohammed Naguib, Gamal Abdel Nasser, Anouar el-Sadate) qui préparent en secret le renversement de celle-ci, et qui accèdent au pouvoir en juillet 1952. L'année suivante, Arafat présente à Mohammed Naguib, alors président, une pétition au nom des étudiants palestiniens rédigée en lettres de sang avec trois mots en arabe signifiant : « N'oubliez pas la Palestine ».
En octobre 1955, Arafat est arrêté pendant quelques jours lors de la liquidation par le président Gamal Abdel Nasser de l'organisation des Frères musulmans qui s'opposent à son programme, considéré par eux comme étant « nationaliste athée ».
Durant la crise du canal de Suez, il sert dans l'armée égyptienne avec le grade de sous-lieutenant. Mais avec la défaite des armées arabes, il s'éloigne peu à peu des dirigeants arabes qu'il estime être incapables de libérer la Palestine. Il quitte le Caire à 28 ans.

### De 1959 à 1970, le début du Fatah

#### Le Koweït et la création du Fatah
Après plusieurs arrestations pour ses activités politiques avec les Frères musulmans en Égypte, Yasser Arafat s'installe dans l'émirat du Koweït où de nombreux Palestiniens travaillent et résident.

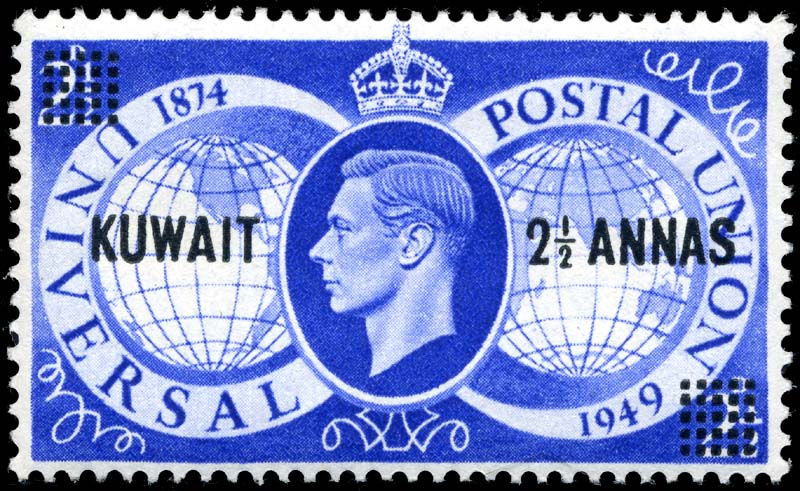
Timbre koweitien (1949)

Le Koweït est à l'époque un protectorat britannique et les visas de travail sont délivrés par l'ambassade britannique au Caire, qui examine avec soin les dossiers des demandeurs. Des compétences professionnelles solides sont exigées et les activités politiques sont très mal vues. L'obtention du visa par Yasser Arafat malgré son profil reste difficile à expliquer. L'auteur palestinien Audeh Butus Audeh estime que les Britanniques lui ont néanmoins accordé un visa parce qu'il était opposé à Nasser.
Arafat travaille comme ingénieur au département des travaux publics puis à la ville de Koweït, avant de développer sa propre affaire qui devient prospère ; il roule à bord d'une voiture de sport rouge. Les revenus générés par cette activité lui permettent en 1958 de financer la création du Fatah, son parti politique.
Yasser Arafat est le seul parmi les fondateurs du mouvement à ne pas avoir d'enfants, et contrairement aux autres fondateurs, il ne prend pas le nom de l'enfant aîné. Il adopte le nom de guerre d' Abou Ammar, en hommage à Ammar Ben Yasser, un compagnon du prophète Mahomet et premier chahid de l'islam. Abou signifie « père de » en arabe.
Il crée le mouvement de libération de la Palestine (Harakat Tahrir Filastin حركة تحرير فلسطين) avec Salah Khalaf, Khalil al-Wazir et Farouk Kaddoumi, rebaptisé rapidement Fatah (« la conquête » en arabe). Cette nouvelle organisation a pour premier but l'établissement d'un État palestinien de la Méditerranée au Jourdain, recouvrant notamment les territoires d'Israël. Elle met en avant l'idée que la libération de la Palestine est avant tout l'affaire des Palestiniens, et ne saurait être confiée aux régimes arabes ou rapportée à une problématique d'unité arabe. Cette doctrine est, à l'époque de Nasser et du panarabisme triomphant, quasiment hérétique. En 1959, Arafat fonde avec Salah Khalaf le journal Filistinuna (Notre Palestine) dont les colonnes, selon le diplomate Éric Rouleau, ne contiennent pas de propos antisémites mais qui préconisent la lutte armée contre Israël dit « ennemi sioniste »,.
Arafat, qui cherche à donner une certaine légitimité à son organisation, contacte les gouvernements arabes. En 1965, il réussit à ouvrir un bureau à Alger en Algérie.

#### Création de l'OLP
L'intervention des Soviétiques et des Syriens en 1964 à Moscou facilite le choix de Yasser Arafat comme leader des Palestiniens: Ion Mihai Pacepa, ancien chef de la Securitate roumaine, note dans son livre The Kremlin Legacy, un jour de 1964, « nous avons été convoqués à une réunion conjointe du KGB, à Moscou ». Le sujet était d'importance : « il s'agissait de redéfinir la lutte contre Israël, considéré comme un allié de l'Occident dans le cadre de la guerre que nous menions contre lui ». La guerre arabe pour la destruction d'Israël n'était pas susceptible d'attirer beaucoup de soutiens dans les « mouvements pour la paix », satellites de l'Union Soviétique. Il fallait la redéfinir. L'époque était aux luttes de libération nationale. Il fut décidé que ce serait une lutte de libération nationale : celle du « peuple palestinien ». L'organisation s'appellerait OLP : Organisation de libération de la Palestine. Des membres des services syriens et des services égyptiens participaient. Les Syriens ont proposé leur homme pour en prendre la tête, Ahmed Choukairy, et il fut choisi. Les Égyptiens avaient leur candidat : Yasser Arafat. Quand il apparut que Choukairy ne faisait pas l'affaire, il fut décidé de le remplacer par Arafat, et, explique Pacepa, celui-ci fut « façonné » : costume de Che Guevara moyen-oriental, barbe de trois jours de baroudeur. « Il fallait séduire nos militants et nos relais en Europe »,.
En avril 1964, à Jérusalem-Est alors sous contrôle jordanien, le Conseil national palestinien se réunit à l'hôtel Intercontinental, situé en haut du mont des Oliviers et adopte la Charte nationale palestinienne qui définit les objectifs nationalistes palestiniens. Un mois plus tard, la Ligue arabe se réunit à l'instigation de Nasser pour créer l'OLP. Celle-ci a pour but de combattre l'État israélien. Sa branche politique est le Fatah. Quant à son bras militaire, l'Armée de libération de la Palestine, il est placé sous le commandement des différentes armées arabes.
Nasser s'inquiète en effet de la présence sur son sol de commandos palestiniens incontrôlés qui pourraient saboter l'armistice de 1957, en même temps qu'il doit montrer son soutien aux Palestiniens : d'où l'idée de créer une organisation qui sera sous son autorité.
La même année, Yasser Arafat rencontre le pape Paul VI : le Vatican ne reconnaissait pas encore l'État d'Israël à cette époque.
Le mois de décembre 1964 marque un tournant dans le parcours de l'organisation, lorsqu'un groupe du Fatah mène sa première opération militaire — la destruction d'une pompe à eau israélienne. Arafat envoie en personne un communiqué qui revendique l'opération au journal libanais An Nahar. Toutefois, cette attaque est un échec et le Fatah est condamné par la quasi-totalité des gouvernements arabes. Le Fatah poursuit toutefois ses opérations contre des cibles civiles avec notamment les attaques à l'explosif de juillet 1965 contre Beit Guvrin, et une voie ferrée près de Kfar Battir.
Au printemps 1966, Arafat est arrêté par les autorités syriennes pour son implication dans l'assassinat d'un activiste palestinien. Il ne s'est sorti d'affaire que grâce à l'intervention conjointe de Farouk Kaddoumi et de Abu Ali Iyad (en) auprès de Hafez el-Assad, à cette époque ministre de la défense : on le soupçonnait d'être un agent égyptien du fait qu'il parlait l'arabe dialectal égyptien. Finalement, à la suite de leur insistance Assad accepta de le libérer tout en les mettant en garde contre Arafat.
Jusqu'à la guerre des Six Jours, la branche armée du Fatah mène une « centaine de raids ». « Le début de [cette] lutte armée [lui vaut] et plus particulièrement à Arafat, le soutien croissant de la diaspora palestinienne, lui permettant de prendre (…) les rênes de l'OLP ».

#### Émancipation et début de l'activisme
La guerre des Six Jours change la donne géopolitique au Proche-Orient et constitue le véritable point de départ de la carrière de Yasser Arafat.
L'Égypte, la Syrie et la Jordanie sont défaites par Israël qui conquiert Jérusalem-Est et la Cisjordanie (qui avaient été occupées à la fin du mandat britannique en mai 1948 par la Transjordanie), ainsi que la bande de Gaza (occupée par l'Égypte en mai 1948) et le Sinaï alors égyptien, et le Golan syrien.
Les organisations palestiniennes se réorganisent. Deux jours après la fin des combats, un congrès du Fatah tenu à Damas décide, sous l'impulsion de Yasser Arafat, d'accentuer la lutte armée. L'attention d'Israël se détourne alors des gouvernements arabes pour se concentrer sur les diverses organisations palestiniennes, dont le Fatah.
Entre la guerre des Six Jours et le début de l'année 1968, le Fatah organise la lutte intérieure en Cisjordanie en établissant des cellules et en perpétrant sabotages et attentats. Arafat se rend successivement à Qabatiya, Naplouse puis Ramallah où il est proche de se faire arrêter par le Shin Beth. La répression israélienne est « implacable » et fait plus de 200 tués parmi les Palestiniens. Devant l'échec, Arafat et le Fatah décident alors de changer de tactique. Ils établissent leur quartier général à Karameh et lancent, depuis la Jordanie, des opérations pour lesquelles ils obtiennent le soutien de la Légion arabe. En réponse, Israël établit des systèmes de surveillance renforcés et mène des raids au-delà du Jourdain.
En mars 1968, en représailles à l'explosion d'un bus de ramassage scolaire israélien sur une mine déposée par les fedayins, l'armée israélienne lance une opération d'envergure visant à détruire le camp palestinien de Karameh. 300 Palestiniens, auxquels Yasser Arafat a ordonné de « tenir tête à l'ennemi », épaulés par une centaine de Jordaniens, font face pendant plusieurs heures à une incursion d'envergure menée par près de 6 500 hommes soutenus par l'aviation, les blindés et l'artillerie. Le camp est finalement rasé et les Israéliens se retirent. 128 soldats jordaniens, 97 combattants palestiniens et 29 soldats israéliens sont tués. Malgré le nombre élevé de morts côté arabe et la destruction du camp, la bataille est considérée comme une victoire par le Fatah car les Israéliens se sont finalement retirés après dix heures de combat. Arafat annonce la victoire à la radio et organise à Amman des funérailles officielles pour les fedayins qui ont été tués.
Cette nouvelle situation permet au Fatah de s'émanciper totalement de la tutelle des Moukhabarat (services de renseignements des pays arabes), et de prendre la même année le contrôle de l'OLP, Organisation de libération de la Palestine, organisme représentatif créé lors du sommet de la Ligue arabe quatre ans auparavant. Nasser reconnaît le Fatah et son chef, qu'il avait cherché à circonvenir par tous les moyens.
Arafat est reconnu et largement financé par Nasser pour représenter le peuple palestinien et a pris définitivement le dessus pour le rôle de résistant contre Israël sur le Syrien Ahmed Choukairy. Sur conseil des Soviétiques, Yasser Arafat s'inspire de Che Guevara dans le style vestimentaire : vêtu d'un treillis, barbe de trois jours et kheffieh.
Le 17 juillet 1968, la charte de l'OLP est modifiée avec l'ajout de sept nouveaux articles à la suite de la guerre de 1967 et devient la Charte nationale palestinienne, adoptée au Caire qui déclare le territoire de la Palestine mandataire comme « indivisible » et comme la « patrie du peuple arabe palestinien ». Cette charte est considérée par l’État d’Israël comme une véritable déclaration de guerre, car elle définit le but de l'organisation palestinienne dans l'anéantissement de l'État d'Israël par la lutte armée.

#### Présidence de l'OLP

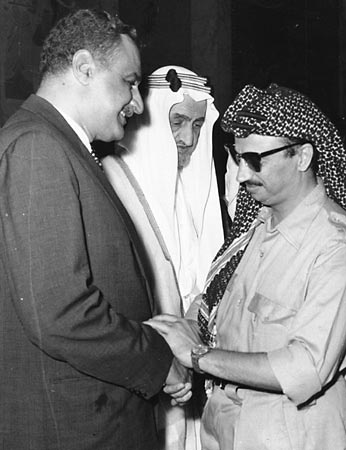
Yassar Arafat avec Gamal Abdel Nasser et Fayçal ben Abdelaziz Al Saoud (Le Caire, 1970).

Grâce aux différentes distinctions données par Nasser à Arafat, ce dernier est promu à la tête du Fatah. Même ses détracteurs au sein de l'organisation le suivent, ce qui lui permet de disposer d'une base solide. Arafat prend également de l'importance sur la scène internationale : à l'occasion de la bataille de Karameh, la couverture du Time offre les premières images publiques de cet homme qui est présenté comme le chef de la guérilla palestinienne. Une délégation du Fatah est acceptée en France, qui devient ainsi le premier pays non arabe à accepter une représentation permanente du mouvement.
La direction de l'OLP est plus que jamais à sa portée. Le 4 février 1969, durant le Congrès national palestinien, il en est nommé président du comité exécutif, en remplacement de Yahya Hammouda.
Yasser Arafat, en faisant monter l'OLP en première ligne, amène la nature du combat des Palestiniens sur un terrain plus politique. Il modifie alors le cap de l'OLP, d'un mouvement panarabe, pour en faire un mouvement qui se consacre à la « cause nationale palestinienne ». La lutte armée contre Israël a été acceptée par les accords du Caire en 1969. À l'aube des années 1970, l'OLP qu'il préside recourt à la violence dans sa lutte contre Israël. Ses militants n'hésitent pas à détourner des avions, à prendre des otages, à commettre des actions armées contre des civils israéliens, opérations qu'Arafat dirige et planifie.

#### Septembre noir en Jordanie

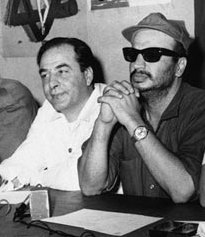
Yassar Arafat à Amman (1970).

À la suite de la guerre des Six Jours, entre 230 000 et 300 000 nouveaux réfugiés de Cisjordanie et Jérusalem-Est ainsi que des fedayins s'installent en Jordanie. Après Karameh (Cisjordanie), l'OLP déplace son quartier général de Damas (Syrie) à Amman (Jordanie). En raison du prestige croissant de l'OLP, les combattants palestiniens commencent à parcourir en arme les rues des villes jordaniennes, ce qui provoque des heurts avec les forces armées et les polices jordaniennes. Petit à petit, le pays devient la base de la lutte armée palestinienne : les bases et les camps palestiniens deviennent un « État dans l'État ».
À la suite du détournement de trois avions par quatre Palestiniens du FPLP (Front populaire de libération de la Palestine) et de leur destruction sur le sol jordanien à Zarqa, ainsi que de la tentative d'assassinat raté à son encontre, le roi Hussein de Jordanie ordonne, le 17 septembre 1970, le massacre de dizaines de milliers de Palestiniens, qu'ils soient fedayins ou réfugiés. La Syrie envoie deux cents tanks sur le sol jordanien pour aider les forces armées de l'OLP. Cet épisode dramatique est connu sous le nom de Septembre noir.
Le 27 septembre 1970 au Caire, Nasser obtient, vingt-quatre heures avant sa mort, la fin de la tuerie en imposant un accord entre le roi Hussein et Yasser Arafat. Après plusieurs tentatives infructueuses de négociations avec le roi Hussein, Munib Masri, le Palestinien le plus haut placé dans le cabinet de Wasfi Tal, réussit à emmener Arafat avec lui pour rencontrer le roi.
Après avoir atteint la ville de Jarash, il se dirige vers la Syrie, d'où il prend la route du Liban avec deux mille de ses combattants. Chassés du pays, Arafat et le Fatah s'installent au Liban. Arafat devient le commandant en chef des forces révolutionnaires palestiniennes deux ans plus tard, puis, en 1973, le dirigeant du département politique de l'OLP.
La nouvelle charte de l'OLP définie à Beyrouth prévoit de « s'attaquer aux intérêts sionistes partout dans le monde » et de « soulever la base libanaise aux côtés des Palestiniens ».

### De 1970 à 1982, établissement au Liban
En septembre 1970, chassé de Jordanie par les troupes du roi Hussein de Jordanie, Arafat s'établit au Liban. Le gouvernement central du Liban, fragilisé, ne peut empêcher l'OLP d'opérer presque comme un État indépendant, surnommé parfois Fatah land. Les camps de réfugiés au Liban servent de bases d'entrainement militaire, et l'OLP commence alors des attaques d'artillerie et des infiltrations commando contre la frontière nord d'Israël, ou même des actions terroristes à l'étranger.
Au Liban, Yasser Arafat contrôle les rentrées de fonds pour l'OLP. Il demande aux donateurs que les chèques soient rédigés à son ordre avant qu'il ne refasse un chèque pour l'OLP à son nom. « Ainsi, personne ne peut rien faire », constate Mustapha Tlas. Plus directement, les services soviétiques lui remettent environ 200 000 dollars en espèces chaque mois durant les années 1970. Arafat devient une clé de voûte de la stratégie soviétique dans la région.
L'armée libanaise tente en 1969 de reprendre le contrôle des camps, mais elle est trop faible. Un compromis est trouvé avec la signature au Caire sous l'égide de Nasser, en 1969, d'un accord entre Yasser Arafat — commandant de l'OLP — et le commandant en chef de l'armée reconnaissant l'extraterritorialité des camps des fedayins.

#### Jeux olympiques de Munich
En septembre 1972, huit Palestiniens du groupe Septembre noir pénètrent dans le village olympique, abattent deux membres de l'équipe sportive israélienne et kidnappent neuf athlètes israéliens au cours des jeux Olympiques de Munich. Le commando palestinien réclame la libération de 200 de leurs compatriotes emprisonnés en Israël. Lors d'une tentative de libération des otages par la police allemande, une fusillade éclate, et tous les athlètes sont tués, par les preneurs d'otage, parfois à la grenade, mais aussi par les tireurs d'élite de la police.

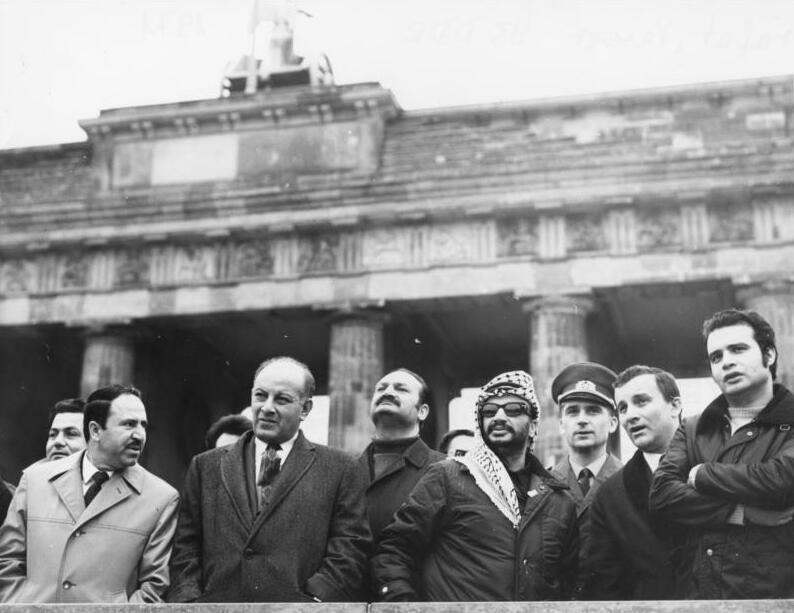
Arafat à Berlin-Est, en 1971.

Selon Benny Morris, le Fatah avait pris la décision de créer le groupe Septembre noir lors d'un congrès du Fatah qui s'était tenu d'août à septembre 1971 à Damas.
La condamnation internationale de l'attaque ainsi que d'autres opérations du groupe Septembre noir a pour conséquence la distanciation du Fatah avec l'organisation responsable du massacre. Arafat ordonne même l'assassinat de deux de ses membres qui ont refusé d'arrêter leurs activités[source insuffisante]. Mohammed Daoud Odeh, leader du commando qui a mené l'opération, indique dans un livre qu'il a publié en 1999 qu'Arafat avait été informé des plans de l'opération mais ajoute que l'intention n'avait jamais été de tuer les athlètes israéliens. Selon Said Aburich, on ne dispose d'aucune preuve qu'Arafat ait été personnellement impliqué dans les actions du groupe Septembre noir mais il aurait eu les moyens de les faire cesser et ne l'a pas fait.

#### Diplomatie et terrorisme
Le sommet arabe organisé à Alger en novembre 1973 admet implicitement l'idée d'une « démarche progressive vis-à-vis d'Israël », en évoquant la libération prioritaire des territoires occupés en 1967. L'OLP est désignée par le même sommet comme seul représentant des Palestiniens dans le but de faire adhérer Arafat à cette idée, ce qu'il accepte.
Arafat réunit la douzième conférence du Conseil national palestinien dans le but de faire accepter aux Palestiniens cette démarche par étape que certains craignent de voir devenir une reconnaissance d'Israël. Pour faire face aux oppositions internes à l'OLP, il ajoute au comité exécutif quatre nouveaux membres de la Cisjordanie et de la bande de Gaza. Les habitants des territoires occupés par Israël, et principalement les Cisjordaniens, sont en effet favorables à un règlement politique du conflit.
Yasser Arafat déclare à la sortie d'une réunion de l'ONU devant les caméras : « Je viens de créer un pays et un peuple qui jusque-là n'existait pas », en référence ironique aux mots de la Première ministre israélienne Golda Meir du 15 juin 1969 (« There was no such thing as Palestinian people, they never existed »,).
Dans le même temps, Arafat essaie de prendre contact avec les États-Unis pour inciter Israël à reconnaître l'OLP. Il propose ainsi la protection par l'OLP des ressortissants et intérêts américains dans ses régions d'influence. Inquiet de ces développements, Israël prend alors contact avec la Jordanie qu'elle souhaite voir représenter les Palestiniens en lieu et place de l'OLP.
La nouvelle orientation d'Arafat divise l'OLP. Le FPLP gèle son adhésion[À quoi ?], suivi par le FPLP-CG, le Front de libération arabe. Certains groupes palestiniens, comme l'Union générale des étudiants palestiniens et d'autres opposants d'Arafat, recourent au terrorisme pour affaiblir sa tentative de rapprochement avec les États-Unis. En 1974, le FPLP-CG mène plusieurs attentats dans les villes du nord d'Israël : le 11 avril 1974, 18 personnes (dont 9 enfants) sont tués dans un appartement de Kiryat Shmona et le 15 mai, 21 enfants sont tués lors une prise d'otages dans une école élémentaire à Ma'alot,. Le 5 mars 1975, un commando de l'OLP arrivé à Tel Aviv par la mer s'introduit dans l'hôtel Savoy et capture des otages. Huit de ces otages sont tués et 11 blessés par les Palestiniens qui finissent par se faire exploser durant leur retraite face à l'opération de sauvetage israélienne qui fait 3 morts parmi les soldats. À la suite de ces attaques, le gouvernement d'Israël renforce son refus de toutes discussions avec l'OLP, considéré comme groupe terroriste, malgré les dénégations d'Arafat qui tente en vain de faire admettre que ni lui, ni l'OLP, ne sont responsables de ces attaques.

#### Bataille et victoire diplomatiques

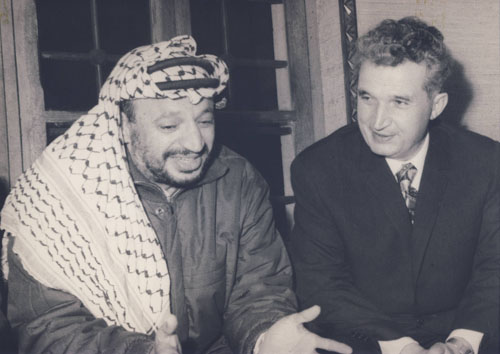
Yasser Arafat avec Nicolae Ceaușescu (Bucarest, 1974).

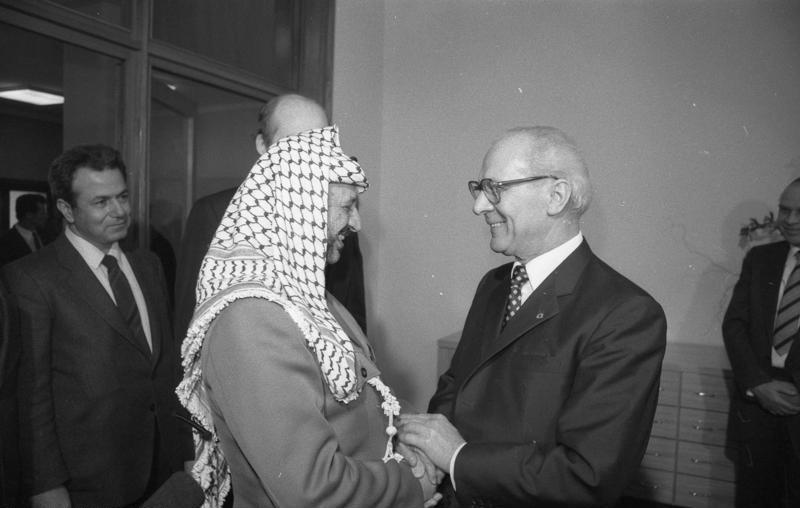
Yasser Arafat avec Erich Honecker (Berlin, 1982).

L'année 1974 constitue, pour Yasser Arafat, une année importante d'avancées en faveur d'un règlement politique.
- Sur le plan international

Le 14 mai, l'ONU reconnaît l'OLP par 105 voix contre 4 comme représentant du peuple palestinien.
Le 21 octobre à Beyrouth, il rencontre Jean Sauvagnargues, ministre français des Affaires étrangères, qui devient ainsi le premier chef de la diplomatie occidentale à recevoir Arafat.
Le 13 novembre 1974, Yasser Arafat, « porteur d'un rameau d'olivier et d'un fusil de combattant », fait un discours écrit par Mahmoud Darwich et Edward Saïd devant l'Assemblée générale des Nations unies. Il y définit le sionisme comme une idéologie « raciste », « impérialiste » et « colonialiste », il y justifie la cause palestinienne en la comparant aux luttes nationalistes d'autres peuples du monde, et il y défend l'idée d'un État unique démocratique où vivraient chrétiens, Juifs et musulmans. Cependant, il rejette toute forme de reconnaissance d'un état israélien
Le 22 novembre 1974, l'Organisation est admise comme membre observateur à l'ONU, faisant d'Arafat le premier représentant d'une organisation non gouvernementale à participer à une session plénière de l'Assemblée générale de l'Organisation des Nations unies. Le droit des Palestiniens à l'autodétermination, à l'indépendance nationale et à la souveraineté est également reconnu dans ce même mouvement par l'ONU.
- Dans le monde arabe

Au mois de juin, l'OLP adopte le principe de création d'un État palestinien sur les territoires qui seront libérés.
Arafat déclare ne pas vouloir « que soit versée une seule goutte de sang, juif ou arabe », et ne pas vouloir « que les combats se poursuivent » mais n'abroge pas la partie de la charte de l'OLP visant la fin du sionisme étatique.
Le 26 octobre 1976, lors du 8e sommet arabe à Rabat (Maroc), les chefs d'États arabes admettent l'OLP comme membre à part entière de la Ligue arabe. Cette résolution implique également « l'obligation de tous les pays arabes de préserver l'unité palestinienne et de s'abstenir de toute ingérence dans les affaires palestiniennes ».

#### Activisme palestinien et interventions israéliennes au Liban
À partir de 1975, la guerre civile fait rage au Liban. Yasser Arafat s’efforce de limiter l’implication de ses fedayines dans les combats, malgré la mobilisation de la propagande phalangiste du Front libanais contre « l’occupation palestinienne » du Liban. Tout bascule néanmoins en janvier 1976, avec le blocus phalangiste de Tell-el-Zaatar, un camp de réfugiés palestiniens enclavé dans la zone majoritairement chrétienne de Beyrouth-Est, puis le massacre des habitants palestiniens du bidonville de la Quarantaine. C’est le début d’une forme de « nettoyage ethnique » de Beyrouth-Est par les forces phalangistes qui veulent en expurger toute présence palestinienne, voire musulmane, précipitant l'engagement de l'OLP dans la guerre civile au coté du Mouvement national libanais constitué par les partis de gauche.
Le président libanais et le chef de l'OLP sont convoqués à Riyad et sont invités par l'Arabie saoudite et l'Égypte à reconnaître la légitimité de la présence des troupes syriennes au Liban, et l'officialisent par la mise en place de la Force arabe de dissuasion (FAD).
Pendant la période libanaise, les camps palestiniens deviennent de plus en plus indépendants. De sa base de Beyrouth, l'OLP prend en charge les services sociaux des réfugiés palestiniens. Mais dans le même temps, elle arme et organise les groupes de fedayins qui lancent des attaques contre Israël et ses intérêts. Le 11 mars 1978, un commando palestinien débarque au sud de Haïfa et prend les passagers d'un autobus en otage. Le commando mitraille tout ce que rencontre l'autobus sur sa route. Ce dernier est finalement arrêté par une unité militaire israélienne au nord de Tel Aviv et les membres du commando palestinien sont tués. Le bilan est lourd avec un total de 39 morts et plus de 71 blessés graves dont de nombreux civils. Israël attend du Liban qu'il assure sa sécurité en contrôlant l'activité des Palestiniens sur son territoire, mais le Liban est trop faible pour résoudre le problème.
C'est dans ce contexte qu'Israël intervient deux fois au Liban : en 1978 et plus largement, en 1982. Son objectif est de mettre les roquettes de l'OLP hors de portée d'Israël, de repousser l'armée syrienne du Liban (notamment les missiles syriens positionnés dans la vallée de la Bekaa), puis de s'allier aux milices chrétiennes à Beyrouth pour en chasser l'OLP.
Le Premier ministre israélien Menahem Begin lance l'Opération Litani en 1978. À son terme, l'armée israélienne et l'armée du Sud Liban (des chrétiens libanais alliés aux Israéliens) prennent le contrôle d'une étroite bande de terre, dite la « zone de sécurité » pour en refouler les forces palestiniennes. Elle sera évacuée en 1985.
En 1982, un attentat est commis à Londres par Abou Nidal (qui avait aussi tenté auparavant d'assassiner Arafat), contre l'ambassadeur israélien, Shlomo Argov, et laisse ce dernier paralysé. Israël accuse notamment l'OLP, qui envoie en continu depuis 1981 des roquettes du Liban sur son territoire mais qui nie toute implication dans l'affaire, et une seconde opération militaire, dite « opération Paix en Galilée », voit s'affronter 15 000 Palestiniens dirigés par Arafat et 85 000 soldats israéliens. La structure de commandement qu'il avait imaginée sur le terrain s'effondre, les officiers sur lesquels il comptait prennent la fuite. Said K. Aburish décrit cette situation comme suit : « La légendaire tendance d'Arafat à s'entourer d'incapables flagorneurs et son manque d'organisation coutaient cher aux Palestiniens ».
Arafat lance des appels dans les médias pour demander de l'aide aux pays arabes mais ceux-ci ne bougent pas. La Ligue arabe ne juge même pas utile de se réunir. Même la Syrie, avec laquelle Arafat avait établi un plan d'urgence en cas d'invasion israélienne, signe une trêve unilatérale avec Israël qui occupe le Liban Sud au terme de l'opération.
Au cours de cette seconde intervention, lors du siège de Beyrouth par l'armée israélienne, des civils palestiniens (entre 800 et 3 500 selon les sources) sont massacrés dans les camps de réfugiés de Sabra et de Chatila par les milices chrétiennes des phalangistes libanais qui visent à éliminer de Sabra et de Chatila les combattants palestiniens de l'OLP,,, pour venger ce faisant l'assassinat du président libanais Bachir Gemayel. L'opération est décidée par le libanais Elie Hobeika qui appartient aux services secrets syriens - et ne sera jamais inquiété. En tant que puissance occupante contrôlant les accès à la zone des massacres, Israël porte une responsabilité quant aux violences perpétrées,. La responsabilité indirecte supposée d'Ariel Sharon, alors ministre de la Défense d'Israël, dans cette opération, aura plus tard un impact négatif sur les pourparlers de paix lorsqu'il accèdera aux fonctions de Premier ministre, le 17 février 2001. La commission d'enquête israélienne indique que d'autres parties pourraient être mises en cause, notamment les dirigeants libanais qui ont refusé (malgré la demande expresse des militaires israéliens) de faire entrer l'armée libanaise dans les camps, mais seuls les manquements des Israéliens sont pris en compte dans le rapport de la commission. Après plusieurs semaines de siège de Beyrouth, un accord conduit à l’évacuation des combattants palestiniens en dehors du Liban. La guerre a fait 20 000 morts Libanais et Palestiniens et quelques centaines de morts dans les rangs de l'armée israélienne.

### De 1982 à 1994, établissement à Tunis

#### Retrait du Liban
En 1982, en pleine guerre du Liban, Arafat échappe à la mort en quittant de justesse un immeuble jeté à terre par une bombe israélienne. Escorté et protégé par les légionnaires français du 2e REP, il est forcé de quitter Beyrouth, assiégée par l'armée israélienne, le 30 août 1982, à bord d'un navire marchand battant pavillon grec, l'Atlantis, protégé par une escorte conjointe franco-américaine (dont les frégates Dupleix et Georges Leygues). Il est exfiltré vers la Grèce puis en Tunisie, ce qui désorganise en partie ses rentrées financières. Le président tunisien, Habib Bourguiba, est peu enclin à héberger Arafat mais finit par accepter après les pressions de la Ligue arabe et de sa femme.
Un an après, Arafat revient à Tripoli (Liban). Dès le mois de septembre, les partisans d'Arafat sont repoussés par des dissidents de l'OLP dirigés par Abou Moussa épaulés par des troupes syriennes vers les camps de réfugiés de Tripoli. Yasser Arafat est contraint à l'exil. Le Palestinien Farouk Kaddoumi demande à l'URSS de protéger les navires quittant le port de la ville pour assurer le départ d'Arafat mais les Soviétiques refusent. Farouk Kaddoumi demande alors l'aide des Français qui acceptent. L'URSS justifie son refus par la volonté d'éviter tout conflit avec les États-Unis.
Arafat et 4 000 de ses partisans quittent Tripoli sur des bâtiments grecs protégés par la marine française. Il installe son quartier général dans la ville de Borj Cédria tout près de Tunis où il vit constamment sur ses gardes. Il n'a pas de domicile fixe et ne dort jamais plus d'une nuit au même endroit. Il accepte la dispersion de ses forces combattantes.
Arafat évite la mort le 1er octobre 1985 lorsqu'un avion de chasse israélien F-15 bombarde le siège de l'OLP à Tunis où devait se tenir un meeting entre les dirigeants du mouvement, meeting auquel Arafat arrive en retard. Cette opération intervient en réponse à l'assassinat de trois Israéliens à Chypre, fin septembre. Le 7 octobre, un navire de croisière italien, le Achille Lauro, est détourné par 4 membres de l'OLP. Le 28 décembre 1985, d'autres commandos palestiniens attaquent les comptoirs aériens de El Al dans les aéroports de Rome et de Vienne, faisant 18 morts et 115 blessés.
Malgré le renoncement au terrorisme de l'OLP en novembre 1985 au Caire - tel que précédemment conseillé par les services secrets roumains -, l'organisation est impliquée dans plus de 100 actes de cet acabit lors des deux années suivantes.
Hommage à cet épisode[réf. nécessaire], en 2014 subsiste un boulevard du Leader Yesser Arafet à Tunis, à l'extrémité orientale du boulevard Mohamed Bouazizi[réf. nécessaire].

#### Première intifada et déclaration d'Alger
- Pays reconnaissant l'État de Palestine (Décembre 2010)

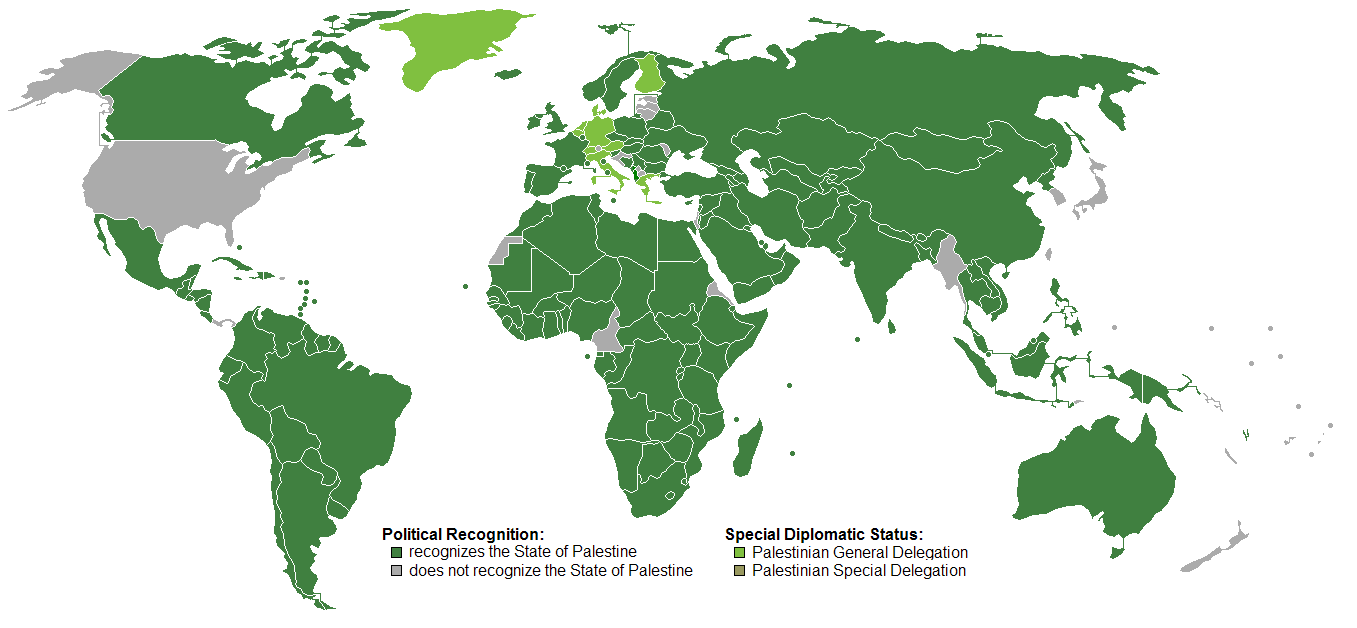
Pays reconnaissant l'État de Palestine (Décembre 2010)

En 1988, la première intifada, ou « révolte des pierres », éclate en Cisjordanie et dans la bande de Gaza. Bien que l'OLP ait été grandement impliquée dans cette révolte, celle-ci a principalement été menée par le Commandement unifié de l'Intifada, et non par la faction tunisienne d'Arafat.
L'éclatement de l'Intifada précipite la proclamation depuis Alger d'un État palestinien dans la nuit du 14 au 15 novembre 1988 et Arafat est élu par le Conseil national palestinien, président de ce nouvel État. Dans le même temps, l'OLP reconnaît la résolution 181 de l'ONU de 1947 qui partage la Palestine en deux États, l'un juif, l'autre arabe, reconnaissant de facto l'existence de l'État israélien, et elle réaffirme sa condamnation du terrorisme.

#### Ouverture diplomatique
Yasser Arafat s'engage alors dans une démarche diplomatique, en accord avec sa nouvelle forme de lutte pour l'obtention d'un État palestinien. Le 13 décembre 1988, devant l'Assemblée générale des Nations unies à Genève, Arafat en appelle à une résolution pacifique du conflit israélo-arabe sur base des résolutions 181, 242 et 338 et rappelle le rejet par le Conseil national palestinien et par l'OLP de toute forme de terrorisme. Il aurait précisé le lendemain lors d'une conférence de presse que l'OLP reconnaissait la résolution 242, le droit à l'existence d'Israël et renoncer au terrorisme
Le président américain Ronald Reagan met fin aux treize années d'interdiction de discuter avec l'OLP en officialisant l'ouverture du dialogue avec l'organisation, lors d'une conférence de presse le 14 décembre.
Arafat rencontre le pape Jean-Paul II au Vatican, le 23 décembre 1988, et affiche par exemple sa dévotion envers « Notre Seigneur Jésus-Christ » (« “palestinien” puisque né à Bethléem, qui est un mot hébraïque qui veut dire “maison du pain” »), pour rallier à lui la minorité chrétienne palestinienne qui, bien souvent, est persécutée par les intégristes musulmans et obligée de fuir.
Dès cette époque, il assiste à toutes les messes de Noël à Bethléem, sauf lorsque l'accès lui en est interdit par Israël à la fin de sa vie.
Le 2 mai 1989, en visite officielle, pour la première fois à Paris, Arafat déclare « caduque » la charte de l'OLP qui affirmait que « la lutte armée est la seule voie pour la libération de la Palestine ». C'est la condition qu'avait mise François Mitterrand pour accepter de rencontrer le leader de l'OLP. Arafat fait état d'une « correspondance avec le général de Gaulle en 1968 » et montre la croix de Lorraine que ce dernier lui aurait envoyée, ce que niera le fils du général.
Le 22 décembre 1989, plus de soixante sénateurs américains envoient une lettre au secrétaire d'État James Baker, pour s'opposer au visa d'entrée d'Arafat en visite au siège de l'ONU aux États-Unis.

#### Mariage
Alors qu'il répétait des années durant qu'il avait « épousé la Palestine », Arafat se marie à 60 ans avec sa secrétaire, Souha Tawil, de trente-quatre ans sa cadette, appartenant à l'Église grecque orthodoxe, fille d'un banquier et d'une militante nationaliste de la première heure, proche du leader, le 17 juillet 1990. Les proches d'Arafat n'apprécient pas cette union, qu'ils estiment incongrue,.
Sa femme, Souha, affirme qu'elle a rencontré pour la première fois Arafat en 1988. Il demande en mariage celle qu'il surnomme « Soussou », en 1990. Celui-ci est célébré en secret à Tunis. Arafat a convoqué pour l'occasion deux témoins, qui seraient deux de ses gardes, ainsi qu'un cheikh, comme le veut la loi islamique pour le mariage. Souha, convertie à l'islam, ne portait pas une robe de mariage mais une robe normale et Arafat portait son habit militaire traditionnel et un keffieh.
Arafat a souhaité garder le mariage secret malgré le refus de sa femme. Selon elle, Arafat a agi ainsi car le mariage coïncidait avec la guerre du Golfe et la première intifada et qu'il était inquiet des conséquences que cela pourrait entraîner.
Ils ont ensemble une fille, Zahwa, née le 24 juillet 1995 à Paris, prénommée comme la mère de Yasser Arafat,.
Après les premières années, Souha Arafat souffre de cette vie « terrible et injuste » qu'elle subit et dont elle impute la faute aux Israéliens ; elle tente à de nombreuses reprises de quitter Arafat mais il l'en empêche. À partir du début de la seconde intifada, en 2000, elle ne voit plus son mari et part vivre avec sa fille à Paris en France où elle laisse s'exprimer ses goûts de luxe, en opposition avec ceux austères de son époux.
Quand Yasser sera hospitalisé à Clamart, elle deviendra omniprésente auprès de lui, gèrera les visites à l'hôpital et distillera les communiqués médicaux à la direction palestinienne de Ramallah. Après sa mort, Souha Arafat est accusée par des responsables palestiniens ou des journalistes occidentaux d'avoir capté une partie de l'argent qu'Arafat gardait dans ses comptes à l'étranger ce qu'elle a toujours nié,,,.

#### L'alliance avec Saddam Hussein
En 1989, la désintégration du Bloc socialiste et la fin de la guerre froide entraînent une redistribution des alliances diplomatiques qui marginalise Arafat sur la scène internationale. De plus, le gouvernement russe autorise l'émigration vers Israël de plusieurs centaines de milliers de ses ressortissants d'origine juive.
Cherchant une issue à son isolement, Yasser Arafat s'allie avec Saddam Hussein, de qui il aurait reçu de l'aide financière, et ne condamne pas l'invasion du Koweït par l'Irak, ce qui est perçu comme une trahison par le Koweït.
Dans les jours qui précèdent l'invasion, Yasser Arafat fait la navette entre Bagdad et la ville de Koweït pour tenter d'imposer sa médiation. Mais ses interlocuteurs koweïtiens ont remarqué qu'il semblait être étrangement réceptif aux arguments de Saddam Hussein et la communauté palestinienne, très importante (300 000 personnes) dans le petit émirat du Koweït, favorise la prise de cet État par l'armée irakienne en 1990. Sa décision mènera à la faillite de l'OLP, puisque plusieurs États, comme l'Arabie saoudite et le Koweït, lui retirent alors leur soutien financier.
Cette alliance vaut à Yasser Arafat, après la deuxième guerre du Golfe et la défaite des armées irakiennes, le ressentiment et la colère des monarchies pétrolières et des Américains.
Il est paradoxalement sauvé par le nouveau gouvernement israélien, où la gauche arrive au pouvoir en 1992 avec Yitzhak Rabin et Shimon Peres, qui estiment que Yasser Arafat ne peut plus refuser de leur donner toutes les garanties nécessaires en matière de sécurité, en vue de la création d'un État autonome palestinien en Cisjordanie et dans la bande de Gaza.

#### Accident d'avion
En 1992, Arafat échappe à la mort lorsque son avion, un Antonov 26, s'écrase en Libye alors qu'il effectue la liaison Khartoum-Tripoli. Dès la disparition de l'appareil, les autorités palestiniennes ont fait appel à l'aide internationale. À la suite d'une intervention de l'ex-président américain Jimmy Carter, George Bush autorise la fourniture d'informations enregistrées par les satellites américains. De leur côté, les autorités françaises envoient deux appareils, l'un basé au Tchad, l'autre à Djibouti, pour participer aux recherches.

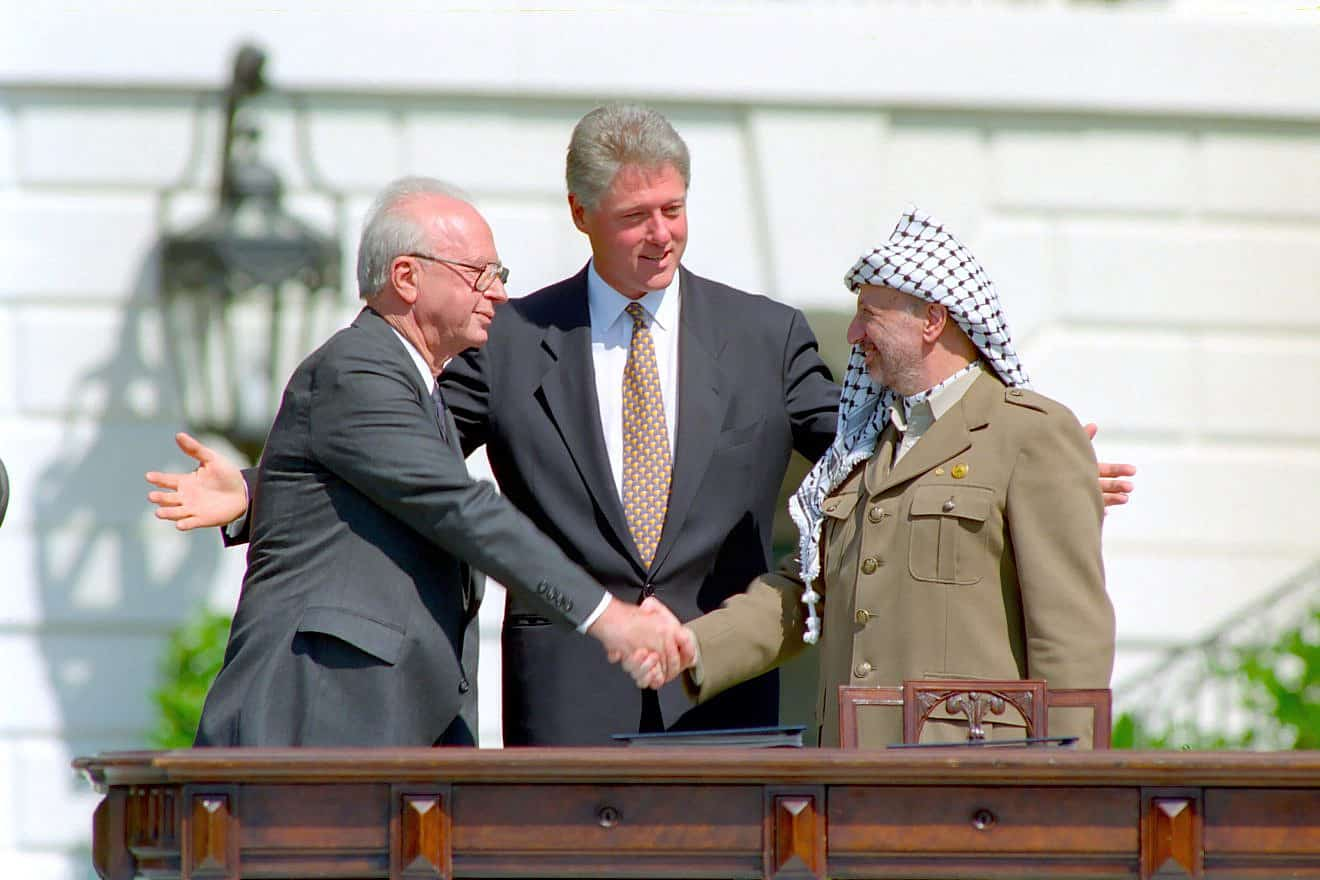
Poignée de main historique lors de la signature des accords d'Oslo sur la pelouse de la Maison-Blanche : encouragé par Bill Clinton, Yasser Arafat tend la main vers Yitzhak Rabin qui la saisit après une brève hésitation, le 13 septembre 1993.

Les deux pilotes de l'avion du leader palestinien ainsi qu'un ingénieur sont retrouvés morts, Arafat ne souffre que de quelques contusions. Quelques semaines plus tard, il est hospitalisé d'urgence à Amman, en Jordanie, pour être opéré d'un caillot au cerveau.

### De 1994 à 2001, le retour en Palestine

#### Processus d'Oslo
Alors que le processus de paix entamé à la Conférence de Madrid de 1991 ne donnait aucun résultat, des négociations secrètes sont menées à Oslo entre des membres de l'OLP et du gouvernement israélien pour trouver un accord de paix.
Le 13 septembre 1993, la Déclaration de Principes dite « accords d'Oslo », est signée à la Maison-Blanche sous l'égide du président Bill Clinton. Le monde entier retient la poignée de main historique échangée entre le premier ministre israélien Yitzhak Rabin et Yasser Arafat.
Arafat est alors invité par le Parlement européen en décembre 1993 (après avoir été reçu à titre non officiel au sein du Parlement en octobre 1988), et il insiste sur le rôle que l'Union européenne doit jouer dans le processus de paix.
Dans une lettre adressée à Yitzhak Rabin le 9 septembre 1993, Arafat déclare que l'OLP renonce officiellement à la lutte armée contre Israël en même temps qu'elle reconnaît la légitimité de cet État : « L'OLP reconnaît le droit de l'État d'Israël à vivre en paix et dans la sécurité. […] Ainsi, l'OLP renonce à recourir au terrorisme et à tout autre acte de violence ».

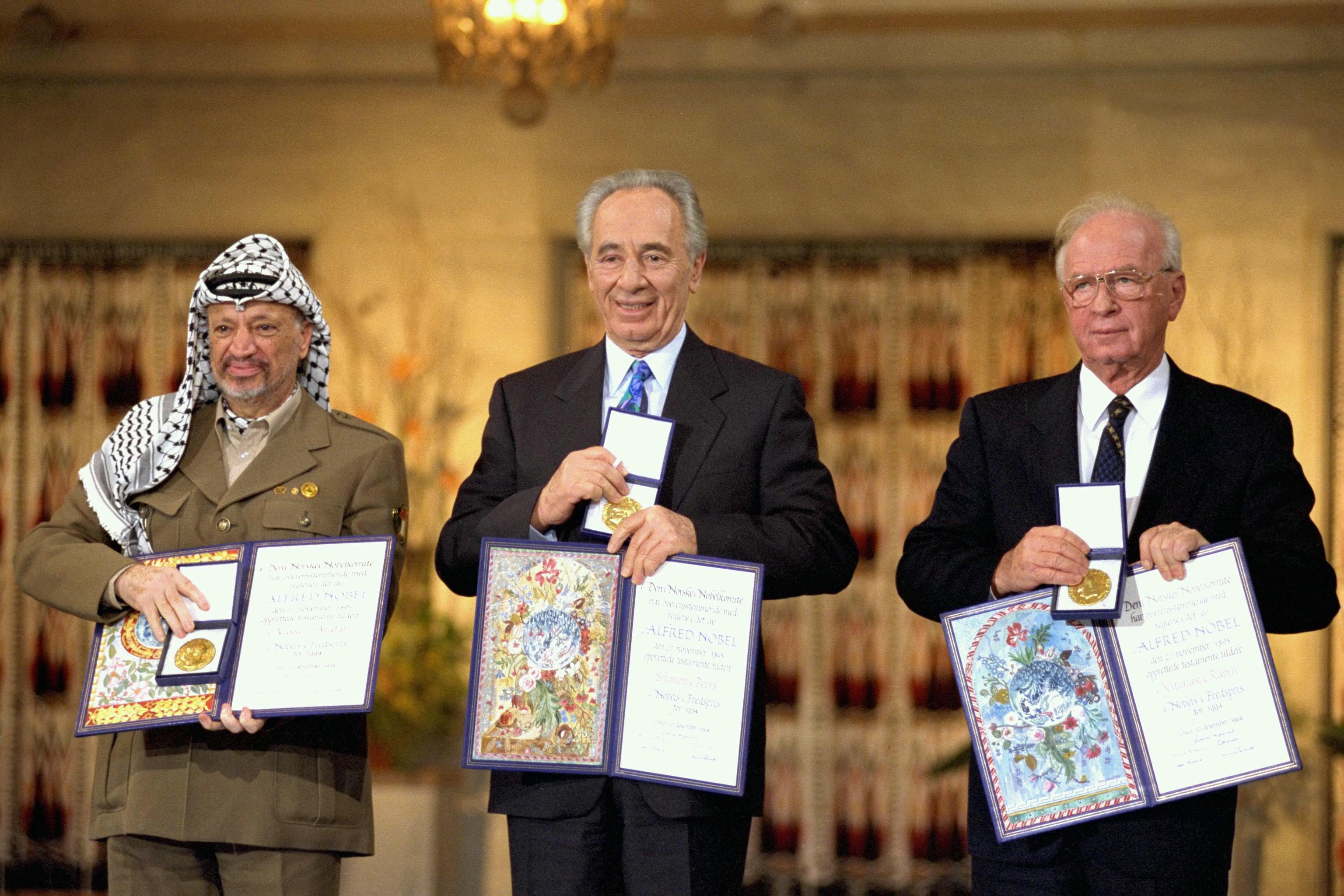
Yasser Arafat recevant le Prix Nobel de la paix, aux côtés de Shimon Peres et Yitzhak Rabin, le 12 décembre 1994

En 1994, Yasser Arafat, Shimon Peres et Yitzhak Rabin reçoivent le prix Nobel de la paix pour leurs efforts en faveur de la paix dans cette région. L'un des cinq jurés du comité Nobel démissionne pour protester contre l'attribution du prix à Yasser Arafat. Arafat et Yitzhak Rabin partagent également la même année le prix Princesse des Asturies de la coopération internationale « en reconnaissance de leurs efforts résolus pour créer des conditions de paix dans la région » et le Prix de la Fondation du Forum Universale qui leur sera remis, lors d'un Forum annuel de Crans Montana conjointement par Jean-Paul Carteron, son fondateur, et le président de la Confédération suisse, Jean-Pascal Delamuraz.

#### Arafat au pouvoir
Yasser Arafat prend ses quartiers à Gaza à partir de juillet 1994 et reçoit un accueil triomphal. L'accord dit « Oslo II », conclu en septembre 1995, permet la tenue d'élections générales en janvier 1996 qui opposent Arafat à Samiha Khalil. Arafat est élu sous le contrôle d'observateurs internationaux, avec 87,1 % des suffrages exprimés, président de la nouvelle Autorité palestinienne, née des accords d'Oslo[réf. nécessaire].
Le 4 novembre 1995, Yitzhak Rabin est assassiné lors d'une assemblée pour la paix à Tel Aviv. Nabil Shaath raconte « Je ne l'avais jamais vu comme ça. Quand Rabin est mort, j'ai vu tant de tristesse et de désespoir dans ses yeux ». Les journalistes John et Janet Wallah estiment qu'« Arafat a sûrement craint de subir le même sort ». On conseille à Arafat de ne pas assister aux obsèques. Il envoie alors des représentants du gouvernement et va quelques jours plus tard présenter ses condoléances à Leah Rabin.
Le 19 novembre, l'armée israélienne se retire de Jénine. Il s'agit du premier retrait israélien et l'autonomie est étendue. Mais l'assassinat de Yahia Ayache par le Shin Beth met un terme aux efforts de Yasser Arafat de convaincre le mouvement islamiste Hamas de présenter des candidats aux élections législatives.
Le Hamas répond par quatre attentats-suicides faisant plus de 60 victimes israéliennes. Arafat fait alors arrêter des centaines d'activistes islamistes, exige la fermeture de l'université islamique de Gaza et fait interpeller cinq des treize terroristes les plus recherchés par Israël.
Le 21 avril 1996, le 21e Conseil national palestinien modifie les articles de la charte nationale palestinienne refusant l'existence de l'État d'Israël. Après les élections de 1996, Arafat prend officiellement le titre de Raïs (président) de l'Autorité palestinienne.
En 1996, le nouveau premier ministre israélien, Benjamin Netanyahu, déclare qu'il ne parlerait pas à Arafat directement, ce qui rend Arafat furieux, qui promet à son entourage d'inverser ces intentions. Il demande alors aux Palestiniens d'organiser des manifestations et de provoquer les Israéliens ; après les premières violences, les Israéliens sont blâmés et Netanyahu téléphone pour la première fois à Arafat.
Dans les années qui suivent, l'économie palestinienne croît à un rythme de 9,28 % par an, selon un rapport du FMI, et les investissements de 150 %, ce qui en fait l'un des taux de développement les plus rapides au monde au cours de cette période.
L'évolution du processus de paix se ralentit et en octobre 1998, le président américain Bill Clinton doit persuader Arafat et le nouveau Premier ministre israélien, Benjamin Netanyahou, pour les amener à signer le mémorandum de Wye Plantation prévoyant de nouvelles étapes à entreprendre pour parvenir à la paix entre les deux parties.

#### Relation avec le Hamas
Sur la scène palestinienne, Arafat entretient de mauvaises relations avec le Hamas. Celui-ci a semblé lui déclarer la guerre dès son retour dans les territoires palestiniens. Il a cherché à l'affaiblir en soutenant un parti islamiste fondé en 1995[Lequel ?], soit un an après son retour dans les territoires. Des membres du Hamas ont été également arrêtés : 170 sympathisants sont ainsi arrêtés en 1995, lors de sa première année dans les territoires occupés.
Depuis sa création, le Hamas rejette la coopération avec l'OLP et à plusieurs reprises, ses militants se heurtent, sur le terrain, aux militants de Yasser Arafat. Celui-ci déclare dans une interview au Corriere della Sera, en décembre 2001, que le gouvernement israélien a favorisé la création du Hamas, par le biais de subventions budgétaires ; le même mois, dans L'Espresso, il précise que l'objectif d'Israël « était de créer une organisation hostile à l'OLP ».
Lorsqu'Arafat déclare la fin de la lutte armée contre Israël le 24 avril 1996, des voix s'élèvent contre sa décision et les relations avec le Hamas se dégradent encore. L'Autorité palestinienne déclare avoir déjoué une tentative d'assassiner Arafat par le mouvement islamiste et arrête sept personnes qui devaient l'assassiner pendant l'Aïd al-Adha.
Aussi, Arafat assigne à résidence Ahmed Yassine, le chef spirituel et fondateur du Hamas. Toutefois, à la suite de son assassinat par Israël, le 22 mars 2004, Yasser Arafat dénoncera comme un « crime barbare » l'assassinat d'Ahmed Yassine et décrétera trois jours de deuil dans les territoires palestiniens.

#### Contestation du pouvoir

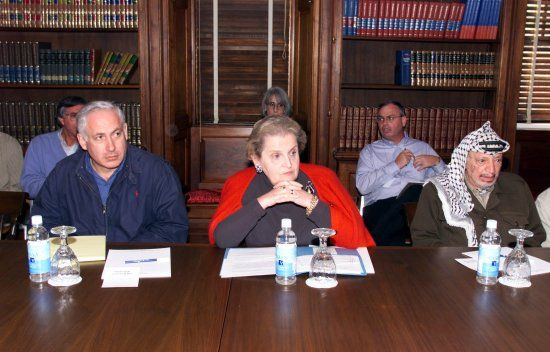
Yasser Arafat avec Madeleine Albright et Benyamin Netanyahou (Houghton House, 16 octobre 1998).

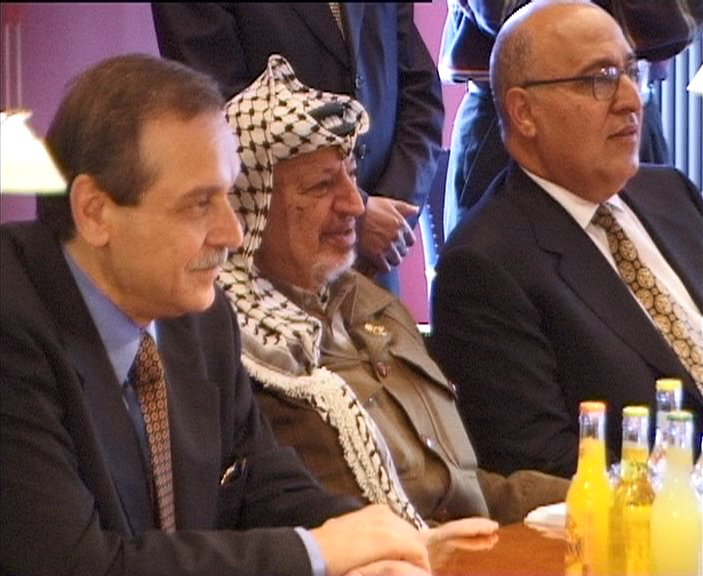
Yasser Arafat avec Nabil Chaath et Yasser Abd Rabbo (Copenhague, 1999).

Yassar Arafat avec Bill Clinton et Ehud Barak (Washington, 1999).

Si, sur le plan extérieur, son régime doit faire face à de nombreuses accusations de corruption et de violation des règles démocratiques — certains accusent Arafat d'être corrompu et des chiffres circulent sur les sommes détournées vers un compte personnel de Yasser Arafat (le rapport du FMI les estime à 800 millions de dollars, d'autres sources à plusieurs milliards sans pour autant savoir s'il s'agit d'une fortune personnelle ou de fonds de l'OLP) —, sur le plan intérieur, le leadership de Yasser Arafat, qui muselle toute tentative d'opposition et censure les médias, ne paraît que rarement être remis en cause. Selon Amnesty International, les prisonniers politiques sont souvent torturés, avec son aval. Bassam Eid, journaliste palestinien et directeur de Palestinian Human Rights Monitor Group, confirme qu'« il est à l'origine de chacun des actes de ses services de sécurité […] il les libère après une enquête bidon ».

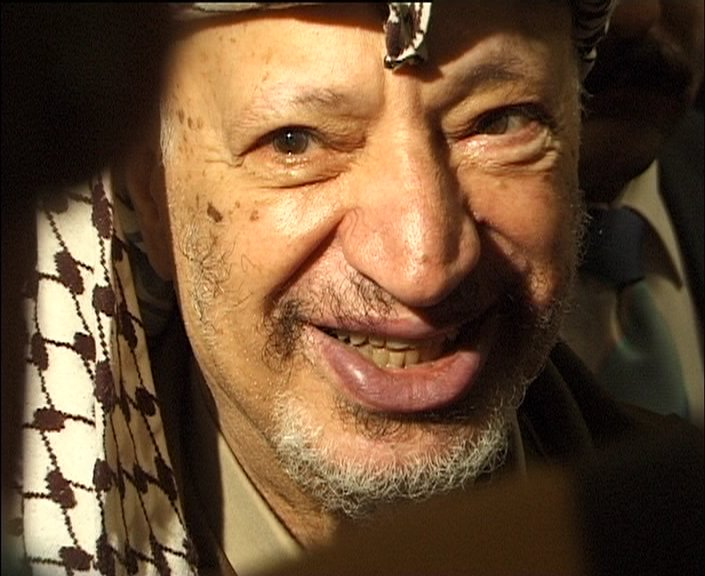
Arafat en 1999.

Le 28 novembre 1999, 20 intellectuels et hommes politiques palestiniens signent une pétition traitant le gouvernement palestinien de « corrompu, non juste et manipulateur ». Arafat ordonne l'arrestation de 11 d'entre eux. Les 9 restants sont protégés par la loi et ne sont pas arrêtés, mais deux d'entre eux disent avoir été attaqués par la police palestinienne.
Il est aussi accusé de participer au conditionnement de la population palestinienne à la guerre contre Israël, à l'école, à la mosquée, par la presse et la télévision.
Les critiques ne viennent pas seulement des opposants à un État palestinien. Ainsi, par exemple, le « Centre palestinien pour les droits humains » accuse l'Autorité palestinienne de procéder à des arrestations politiques de militants islamistes. Mohammed Dahlan, ex-ministre de l'intérieur, accuse Arafat d'avoir gaspillé 5 milliards de dollars, ce qui pousse Arafat à essayer à plusieurs reprises d'écarter Dahlan après ces accusations portées contre lui.

#### Sommet de Camp David
En juillet 2000, le sommet de Camp David entre Yasser Arafat et Ehud Barak évoque la reconnaissance d'un État palestinien. Il achoppe néanmoins sur de nombreux points. À l'issue du sommet, chacune des deux parties rejette sur l'autre la responsabilité de l'échec des discussions. Les Palestiniens considèrent qu'Israël ne leur a pas proposé assez, tandis que les Israéliens clament qu'ils ne peuvent raisonnablement pas offrir davantage.
Aux États-Unis comme en Israël, l'échec est largement attribué à Yasser Arafat qui, pour eux, avait quitté la table des négociations sans faire de contre-proposition. À l'inverse, de nombreux ouvrages et articles, comme celui de Robert Malley, conseiller de Bill Clinton et membre de l'équipe américaine organisatrice du sommet de Camp David, ont été écrits pour clamer que la proposition d'Ehoud Barak à Yasser Arafat, prétendument généreuse selon l'opinion israélienne et américaine, était en réalité un mythe.

### De 2000 à 2004, la seconde intifada

#### Seconde intifada, échec de Taba et élection d'Ariel Sharon

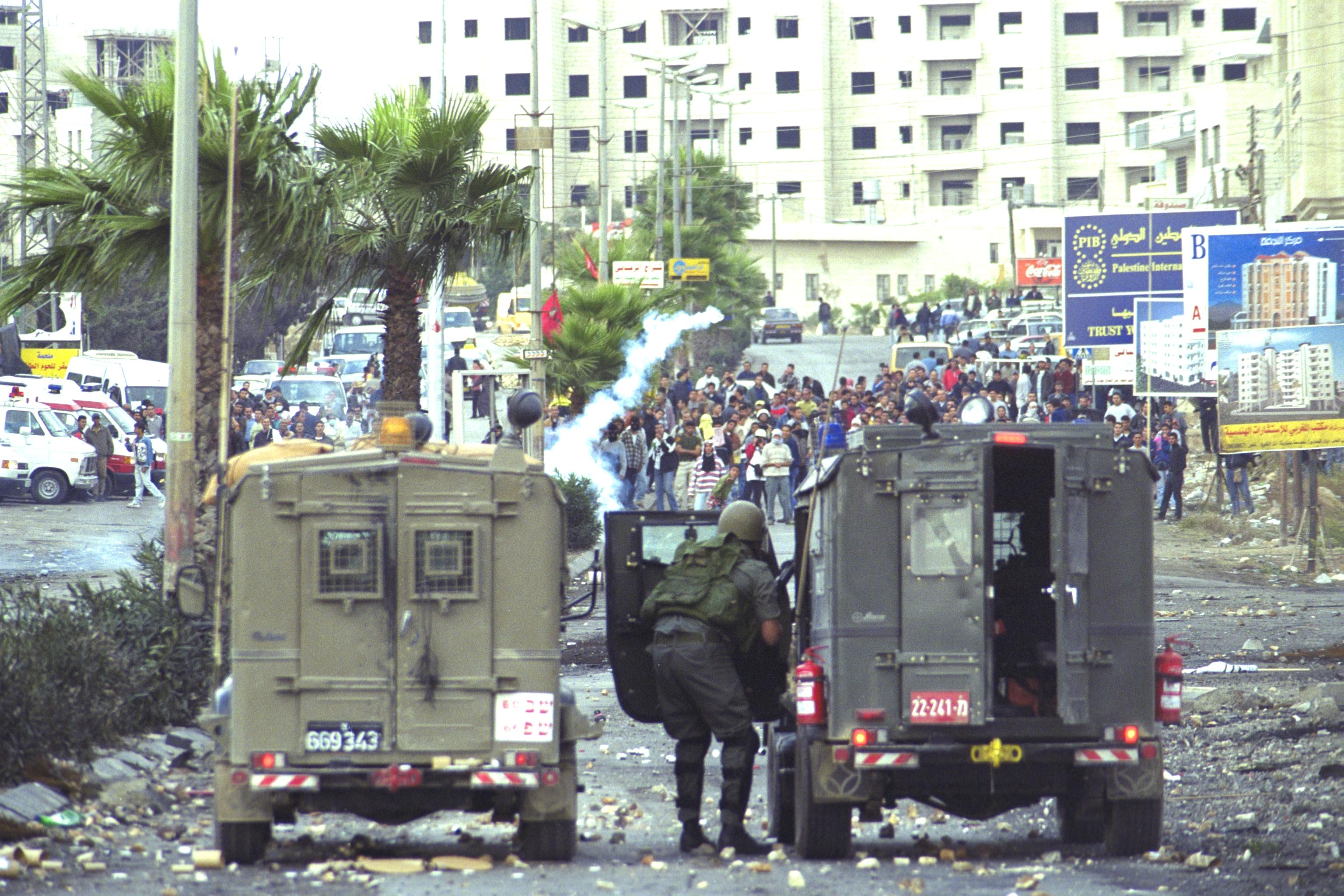
Affrontements entre Palestiniens et soldats israéliens à Ramallah, le 20 octobre 2000, au cours de la Seconde intifada.

La seconde intifada est initiée en septembre 2000, à la suite de l'échec des discussions israélo-palestiniennes ; elle tourne rapidement à la guerre ouverte avec Israël. La visite du parlementaire du Likoud, Ariel Sharon, sur l'Esplanade des Mosquées/Mont du Temple est vécue par eux comme une provocation. La veille, Arafat demande au Premier ministre israélien, Ehud Barak, d'annuler cette visite car selon lui, elle risque de provoquer de nouvelles émeutes sanglantes. Barak n'interdira pas cet acte politique de Sharon.
Cette visite est le point de départ de mois de violence qu'Arafat n'arrive pas à maitriser. Des attentats-suicides, visant la population civile, sont perpétrés en Israël. Impuissant à calmer la révolte, y compris parmi les Faucons du Fatah, Arafat décide de se joindre à l'Intifada en diffusant un appel dans lequel il exhorte les Palestiniens à se soulever contre « l'usurpateur israélien ». Mais c'est la faction du Fatah dirigée par Marouan Barghouti, qui ne reçoit aucun ordre d'Arafat, qui dirige cette deuxième intifada.
Dans un rapport établi à ce sujet, Human Rights Watch déclare ne pas avoir trouvé de preuves que Yasser Arafat ou l'Autorité palestinienne aient jamais participé à la mise en œuvre de ces attaques, mais souligne que cette dernière n'a pas fait suffisamment pour poursuivre les organisateurs et n'a pas pris de mesures préventives. Aussi Kenneth Roath, directeur exécutif de Human rights watch, déclare qu'Arafat et l'Autorité palestinienne portent un degré de responsabilité politique élevé dans les atrocités qui se sont produites. Selon les sources officielles israéliennes, 506 personnes auraient trouvé la mort dans les attentats-suicides entre 2000 et 2004 et elles accusent les dirigeants palestiniens de n'avoir rien fait pour arrêter les kamikazes voire de les avoir encouragés.

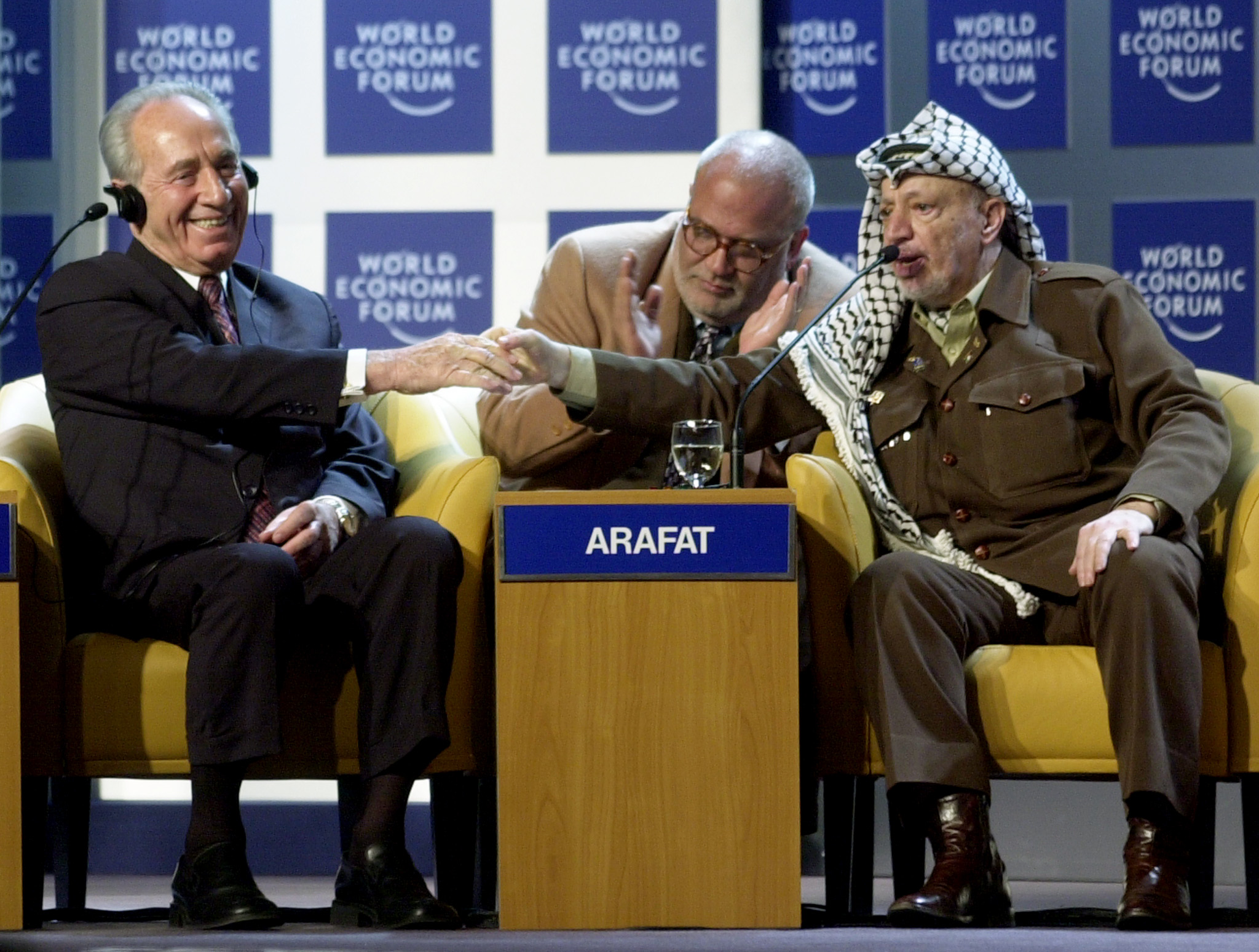
Yasser Arafat avec Shimon Peres au Forum économique mondial (2001).

Des négociations de paix sont engagées dans l'urgence en janvier 2001 au cours du sommet de Taba alors que les violences sur le terrain se multiplient. Elles n'aboutissent pas, à la veille d'élections anticipées en Israël.
D'après al-Jazeera, Arafat refuse également les propositions du président américain Bill Clinton de renoncer au droit au retour des réfugiés palestiniens en échange du statut de Jérusalem comme capitale de la Palestine et d'Israël. Selon un de ses gardes de corps, Arafat aurait dit à Clinton que s'il acceptait cette offre, il serait tué des mains de son propre peuple. Des personnalités arabes, comme le président égyptien Hosni Moubarak, pressent Arafat d'accepter cette offre mais celui-ci répond que cela est impossible.
Les pourparlers de Taba sont interrompus, le 27 janvier 2001, après six jours de négociations intenses à la suite de la mise en terme aux discussions par Shlomo Ben-Ami, ministre des Affaires étrangères et chef de la délégation israélienne à la demande expresse d'Ehoud Barak.
En février 2001, Ariel Sharon est élu Premier ministre tandis qu'aux États-Unis, George W. Bush est élu président.
Ariel Sharon ne cherche pas à poursuivre les négociations avec Yasser Arafat qu'il ne juge pas comme un interlocuteur valable.

#### L'isolement à la Mouqata'a
Les attentats du 11 septembre 2001 précipitent les États-Unis dans la « guerre contre le terrorisme » à partir de décembre 2001, alors qu'au même moment, Yasser Arafat conclut une trêve avec le Hamas et le Jihad islamique palestinien.
Considéré comme responsable du déclenchement de la seconde intifada et des attentats-suicides par le gouvernement israélien, boycotté par le gouvernement américain, Yasser Arafat va passer les dernières années de sa vie enfermé dans la Mouqata'a, son quartier général de Ramallah, encerclée par les forces israéliennes. Interdit de voyage aussi bien en Palestine qu'à l'étranger, il va perdre toute prise sur les évènements, gardant toutefois le contrôle de l'Autorité palestinienne et de l'OLP.
Pour les responsables israéliens, le président de l'Autorité palestinienne n'est plus un interlocuteur valable. Une conviction partagée par Washington, qui fait de son départ une condition préalable à la création d'un État palestinien indépendant. Bush décrit Sharon comme un homme de paix et refuse de recevoir Arafat. Selon certains observateurs politiques, Yasser Arafat était « diabolisé » et était devenu « infréquentable ». « Enfermé sans que les opinions publiques internationales ne s'en indignent réellement », il semblait être ressenti comme un « gêneur », le peuple palestinien ne « le voyant presque plus » et s'étant « habitué à vivre et à combattre sans lui ».
L'assassinat ciblé de Raed Karmi, membre du Tanzim, de la région de Toulkarem, par les forces israéliennes, change la nature des attentats en Israël. Ceux-ci sont dorénavant perpétrés en Cisjordanie et à Gaza. De son côté, Ariel Sharon lance une série de représailles à grande échelle avec l'accord de George W. Bush et de Donald Rumsfeld. George W. Bush déclare qu'Arafat est inapte à gouverner et appelle les « Palestiniens à élire de nouveaux dirigeants qui ne soient pas compromis dans le terrorisme ».
L'Union européenne exige de Yasser Arafat une dénonciation catégorique et « en langue arabe » du terrorisme, ce qu'il fait le 16 décembre 2001 et, en février 2002, il publie une « vision de la paix ». En 2002, l'« Affaire du Karine A » met directement en cause Yasser Arafat : un bateau transportant 50 tonnes d'armement est arraisonné par l'armée israélienne : selon cette dernière, la cargaison est destinée aux Palestiniens. Des documents montreront que le bateau était possédé par l'Irakien Ali Mohamed Abbas. Certains officiels américains ont suggéré par la suite que le bateau n'était pas destiné à l'Autorité palestinienne mais au Hezbollah.

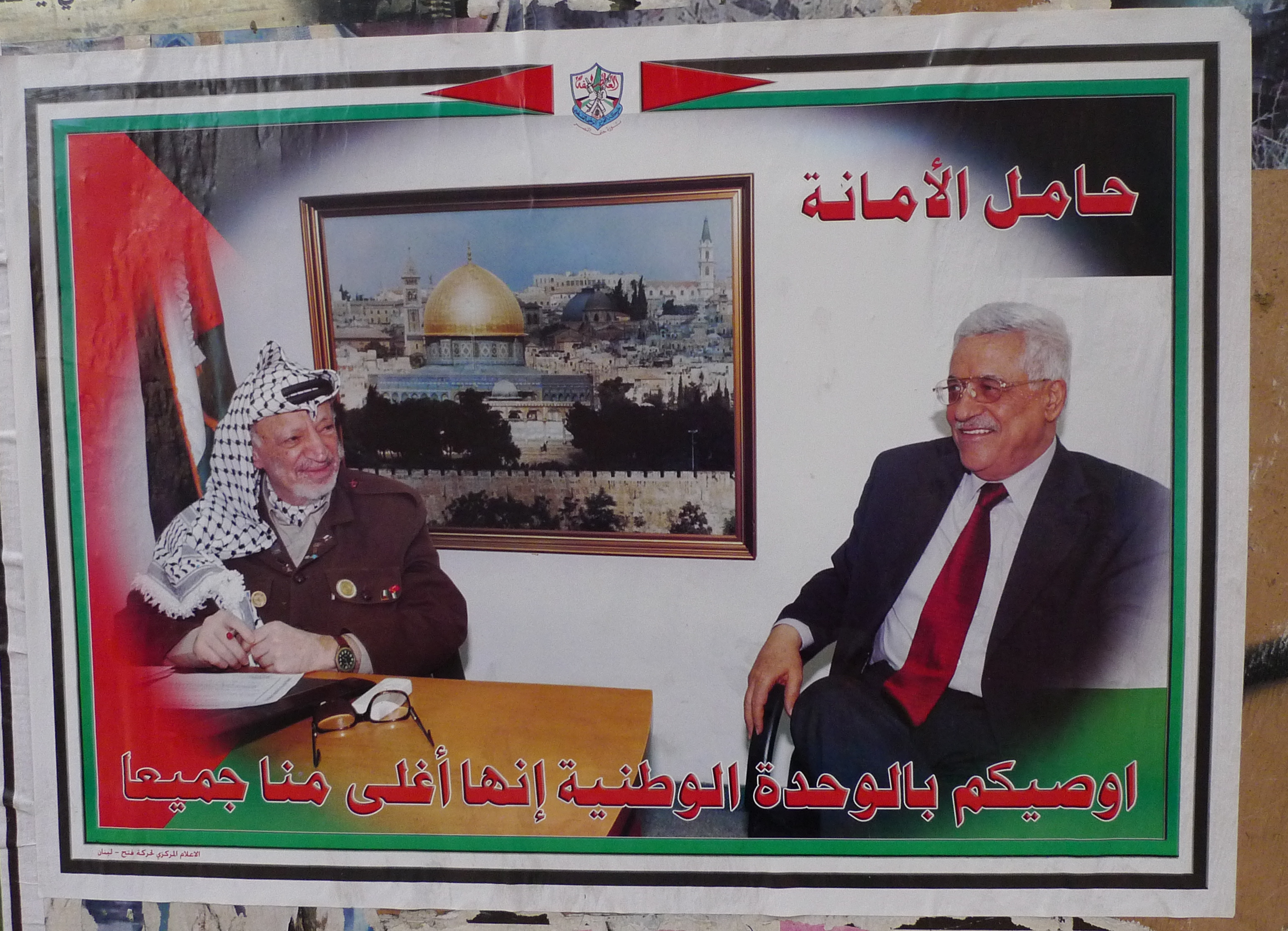
Affiche réunissant Yasser Arafat et Mahmoud Abbas, 2011

En vertu des réformes exigées par Israël et les États-Unis, Yasser Arafat doit toutefois se résigner, en février 2003, à nommer un premier ministre qui sera Mahmoud Abbas. Deux ans et demi après le début de la seconde intifada, le poste de premier ministre, qui n'était pas prévu à la création de l'Autorité palestinienne, est imposé à Arafat par les occidentaux, notamment par les Américains, qui y voient une façon de contourner l'obstacle à la paix qu'est devenu pour eux Arafat gouvernant seul. Pour eux, il faut un nouvel interlocuteur. Washington fait alors pression pour que soit créé ce poste de premier ministre au sein de l'Autorité palestinienne.
Un bras de fer oppose rapidement Arafat à son premier ministre Mahmoud Abbas. Au centre des divergences, la feuille de route pour la paix et la proposition de Mahmoud Abbas de nommer Mohammed Dahlan au poste de ministre de l'Intérieur. À la suite d'un conflit de pouvoir avec Yasser Arafat autour de la question du contrôle des forces de sécurité, Mahmoud Abbas renonce à son poste le 7 septembre 2003. Le refus d'Arafat de lui conférer des pouvoirs essentiels, ainsi que son maintien du contrôle de certains services de sécurité, ont limité la capacité d'agir de l'ex-Premier Ministre. Ahmed Qoreï est alors nommé à sa place.
C'est en 2003 également que des membres du gouvernement Sharon vont jusqu'à proposer publiquement de « l'éliminer ». La très forte réaction de la communauté internationale force le gouvernement Sharon à se rétracter. En 2004, Ariel Sharon franchit une étape supplémentaire en déclarant, le 2 avril, que son adversaire n'a « aucune assurance » sur la vie. Le journaliste israélien Uri Dan rapporte, dans son livre Ariel Sharon : Entretiens intimes avec Uri Dan, une conversation téléphonique qui se serait alors tenue entre Ariel Sharon et George W. Bush, Sharon informant Bush qu'il ne se sentait plus tenu par la promesse qu'il lui avait faite en mars 2001 de ne pas toucher à la vie d'Arafat. Bush lui aurait répondu qu'il fallait laisser le destin d'Arafat entre les mains de Dieu, ce à quoi Sharon avait répondu que parfois, Dieu a besoin d'une aide.
À la suite de ces menaces, le pacifiste israélien pro-palestinien, Uri Avnery, déclare dans son éditorial pour le Gush Shalom, être prêt à servir comme bouclier humain pour protéger Arafat. Il se rend avec un groupe de pacifistes à la Mouqata'a où Arafat les invite à dîner. Au cours du diner, Arafat déclare « J'étais alors et je reste aujourd'hui engagé dans l'espérance d'un avenir pacifié, un avenir dans lequel les enfants de nos deux peuples pourront grandir sans la peur ».
Dans la foulée, Sharon confirme que si Arafat quitte Ramallah et les territoires autonomes pour se rendre à l'étranger, il ne sera pas autorisé à revenir.

### Provenance de son argent
« Qui n'a pas l'argent n'a pas le pouvoir », confiait-il. Yasser Arafat est accusé d'avoir détourné au profit de son organisation plusieurs centaines de millions de dollars qui étaient destinés au peuple palestinien, et un conflit d'intérêts financiers sur les sommes disparues a persisté entre sa femme résidant à Paris en France et à Gammarth en Tunisie, et l'OLP. Précédemment, les services soviétiques lui remettaient mensuellement environ 200 000 dollars en espèces durant les années 1970,. Le ministre syrien de la Défense, Moustafa Tlas, raconte qu'un jour une délégation d'hommes d'affaires koweïtiens avait remis à Arafat un chèque de 800 000 dollars rédigé à l'ordre de l'OLP ; Arafat l'a fait refaire à son nom. Tlas ajoute « Chaque fois qu'un chef d'État arabe veut lui remettre un chèque, il insiste pour qu'il soit rédigé à son ordre ». La question est d'autant plus complexe qu'en l'absence d'État palestinien, les sommes destinées au peuple palestinien ne devaient être encaissées que sur les comptes de l'OLP qui était seul juge des dépenses.
Dès 1991, Abou Ali Shahin, l'un des premiers alliés d'Arafat, écrit un rapport secret accusant le leader palestinien de « dégradation morale inconcevable », où il le qualifie de mégalomaniaque, dictateur, de pharaon financièrement corrompu,.
En 2002, Ozrad Lev, un conseiller en investissement israélien avoue dans le journal israélien Maariv ne plus pouvoir vivre plus longtemps avec la honte d'avoir transféré illégalement 300 millions $ de l'Autorité palestinienne, avec son partenaire d'affaires Yossi Ginossar et en étroite collaboration avec l'argentier d'Arafat, le Kurde Muhammad Rachid, sur un compte suisse secret appartenant à Yasser Arafat et ouvert auprès de la Lombard Odier & Cie, en avril 1997 - argent qui a ensuite disparu. Outre cette « goutte dans l'océan », Lev s'épanche au sujet de son propre rôle dans le blanchiment de centaines de millions de dollars volés par Yasser Arafat au peuple palestinien avec la complicité du gouvernement israélien et des autorités internationales, et dit en avoir terminé après une décennie de mensonges et de corruption flagrants qui étaient justifiés au nom de la paix,. En juillet 1997, Lev avait rencontré Yasser Arafat qu'il a trouvé « humble et charmant » mais constatait qu'il connaissait tous les détails de ses comptes. Selon Lev, le chef palestinien était corrompu tout comme l'Autorité palestinienne et même le processus de paix, pas moins que l'occupation. La collaboration avec Rachid prend fin en 2001 ; les comptes sont fermés et 65 millions $ sont transférés sur des comptes inconnus dans d'autres banques entre Londres et Le Caire, après l'Intifada,,.
Le diplomate américain Dennis Ross qui l'a longuement fréquenté soutient qu'Arafat possédait un cabinet noir, un placard financier et un système de blanchiment d'argent.
Des magazines comme Forbes estiment qu'Arafat était riche de 300 millions de dollars alors que des officiels américains estiment sa fortune à 1 milliard de dollars. Alors qu'elle vivait à Paris, sa femme aurait reçu 100 000 dollars chaque mois de la part de l'autorité palestinienne.
Le FMI estime à au moins 898 millions de dollars le montant des détournements sur les financements alloués à l'autorité palestinienne entre 1994 et 2000, sans compter l'argent qu'Arafat et sa famille obtenaient de l'Autorité palestinienne par des moyens secondaires tels que des contrats sans appel d'offres, des commissions occultes, etc.. Un rapport secret préparé sous l'autorité d'« un cousin d'Arafat a conclu qu'en 1996 seulement, 326 millions $, soit 43 % du budget de l'État, avait été détourné ». Mohamed Rachid, diamantaire et homme d'affaires, présenté comme l'agent financier personnel de Yasser Arafat, aurait ainsi géré sur plusieurs années une fortune considérable à travers de nombreux investissements aux rendements avérés et des comptes occultes, ; il est considéré comme un personnage clé derrière la corruption au sein de l'Autorité palestinienne.
Un certain nombre des 200 comptes bancaires d'Arafat répartis dans le monde entier ont été mis à jour depuis sa mort.

#### Financement du terrorisme
Fin connaisseur du pouvoir, Arafat utilise l'argent qu'il aurait volé pour acheter de l'influence, pour assurer des monopoles sur des biens et des services, pour provoquer ou désamorcer des conspirations, etc..
Arafat est également accusé de financer le terrorisme palestinien et d'utiliser les aides internationales pour acheter des armes. Certains groupes auteurs d'attentats-suicides en Israël sont liés directement au Raïs palestinien. Maslama Thabet, l'un des leaders du groupe[Lequel ?], s'exprimant dans le quotidien USA Today, affirme : « nous recevons nos instructions du Fatah. Notre chef est Yasser Arafat lui-même ».
Israël publie des documents trouvés dans les dossiers d'Arafat cencés prouver que celui-ci avait tacitement approuvé les attentats perpétrés par les Brigades des martyrs d'Al-Aqsa. De son côté, l'Union européenne enquête sur les allégations de détournement de ses aides par l'Autorité palestinienne. L'Office européen de lutte antifraude (OELAF) conclut qu'il n'existe aucune preuve que des aides aient été détournées pour financer des activités illégales. Néanmoins, elle ajoute que l'UE est convaincue que l'Autorité doit réformer ses institutions financières pour lutter contre la corruption et les détournements de fonds.

### La mort de Yasser Arafat

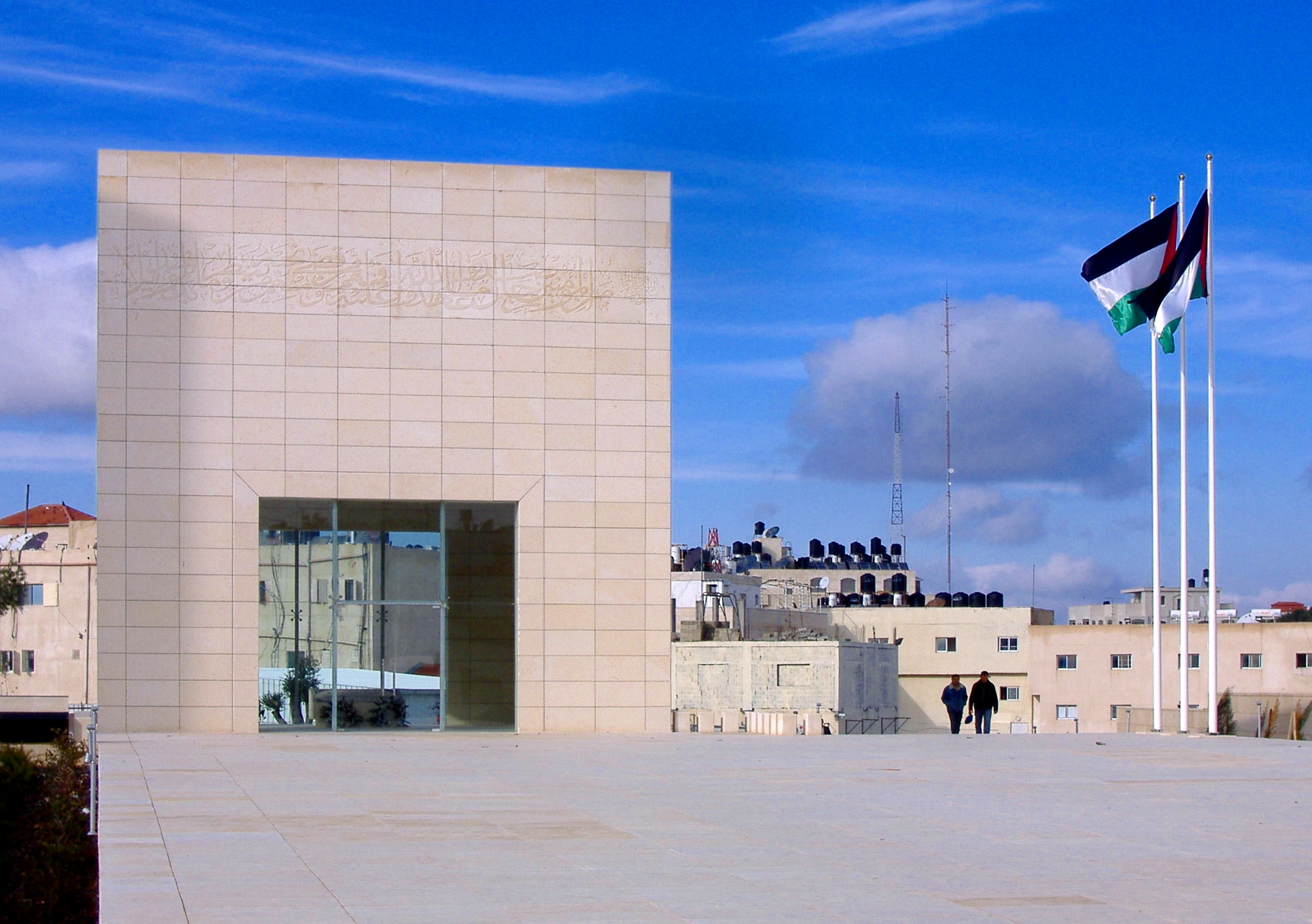
Mausolée d'Arafat, inauguré en 2007 à Ramallah.

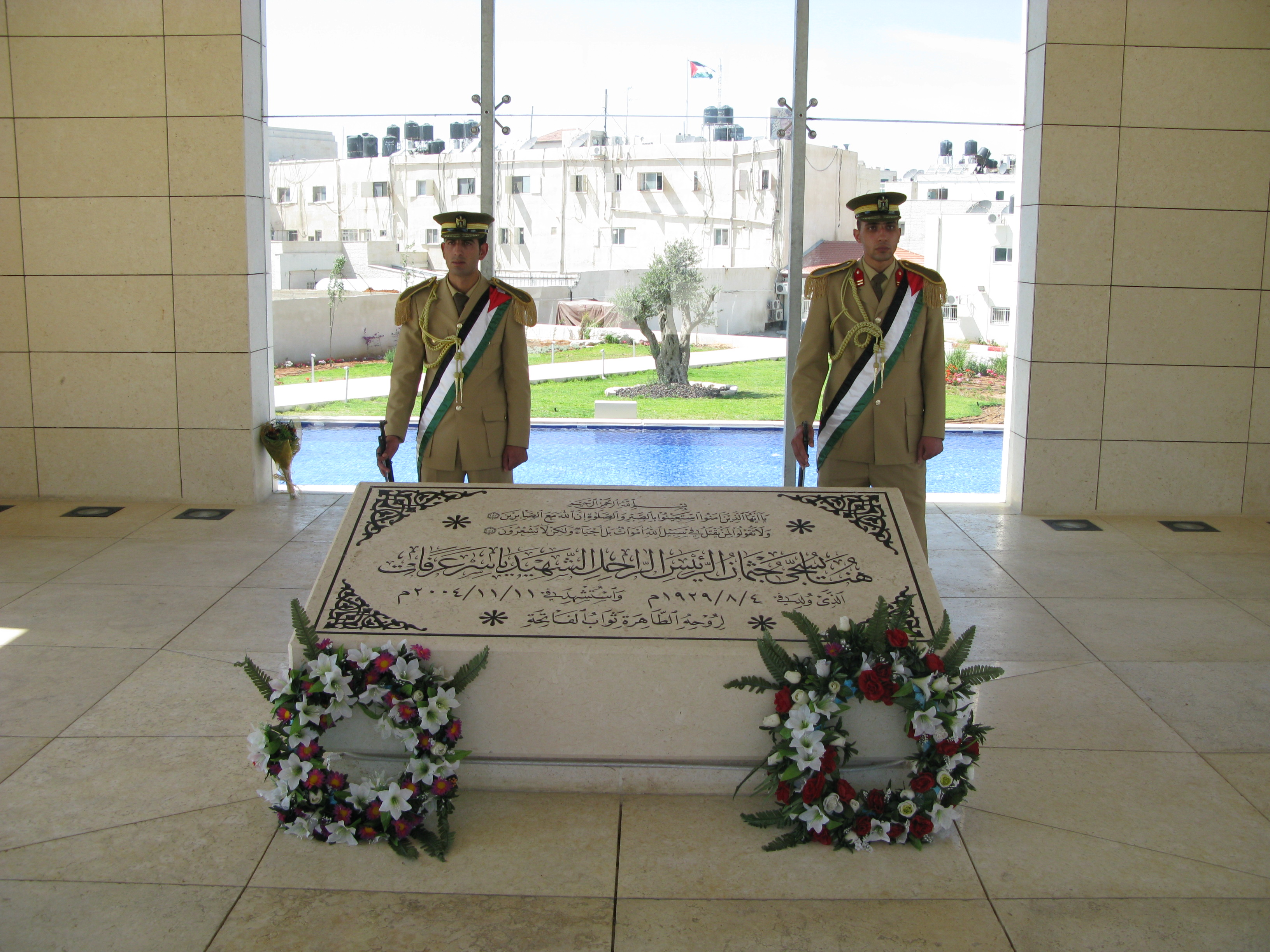
Sa tombe gardée dans le mausolée.

#### Hospitalisation et décès en France
En octobre 2004, Arafat se plaint de douleurs à l'estomac et de vomissements. Malgré une première intervention chirurgicale dans son quartier général de la Mouqata'a à Ramallah, en Cisjordanie, le 25 octobre, sa santé continue à se dégrader. Le 29 octobre 2004, gravement malade, Yasser Arafat quitte Ramallah pour rejoindre la Jordanie, d'où il se rend en France, à bord d'un avion médicalisé. Il est hospitalisé dans l'hôpital d'instruction des armées Percy à Clamart près de Paris.
Il meurt officiellement en France à Clamart le 11 novembre 2004, à 3 h 30, heure de Paris, dans la seconde partie du mois de Ramadan. Mahmoud Abbas est nommé chef de l'Organisation de libération de la Palestine, Farouk Kaddoumi est élu chef du Fatah, et Ahmed Qoreï maintenu dans ses fonctions de chef du gouvernement. Après un hommage officiel à l'aérodrome militaire de Villacoublay en présence du Premier ministre français Jean-Pierre Raffarin et une cérémonie officielle au Caire, en présence de nombreux représentants politiques étrangers, Yasser Arafat est inhumé le 12 novembre, dans la Mouqata'a, son dernier quartier général de Ramallah, en Cisjordanie, le gouvernement israélien ayant refusé qu'il soit enterré à Jérusalem alors que Yasser Arafat avait à plusieurs reprises exprimé le souhait d'y être inhumé. Une foule de près de 100 000 personnes est présente pour accueillir sa dépouille à son arrivée d'Égypte.

#### Enquête sur les causes du décès de Yasser Arafat
Huit ans après le décès de Yasser Arafat à Paris, une information judiciaire a été ouverte en août 2012 par le parquet de Nanterre, pour déterminer les causes de la mort du leader palestinien sur laquelle pèsent des soupçons d'empoisonnement. La veuve du chef de l'autorité palestinienne avait d'ailleurs déposé plainte contre X pour assassinat avec constitution de partie civile le 31 juillet par Souha Arafat. Ce dépôt de plainte était consécutif à la découverte de polonium, une substance radioactive hautement toxique, sur des effets personnels de l'ex-dirigeant palestinien, qui a relancé la thèse d'un empoisonnement.
Cette même année, un documentaire de la chaîne arabe Al-Jazeera attribuerait sa mort à un empoisonnement au polonium,, mais le laboratoire qui a effectué l'analyse des effets personnels de Yasser Arafat pour Al-Jazeera précise que les symptômes cliniques de Yasser Arafat ne correspondaient pas à un empoisonnement au polonium. De plus, la période de demi-vie du polonium 210 étant de 138 jours, la présence de cette substance 8 ans après la mort laisse à penser que les vêtements ont été contaminés bien après la mort de Yasser Arafat et qu'une analyse sur sa dépouille est indispensable mais malaisée.
À la suite des révélations d'Al Jazeera, Souha Arafat a porté plainte et obtenu du tribunal de Nanterre l'exhumation de la dépouille de son mari, en novembre 2012 ; une soixantaine d'échantillons ont été prélevés et adressés à trois équipes d'expertises, suisse, française, russe, chacune travaillant sans contact avec les autres.

##### L'équipe suisse
Le 12 octobre 2013, la revue médicale The Lancet publie les premiers résultats des travaux des experts suisses mandatés dans le cadre de la procédure ordonnée par le tribunal de Nanterre.
La plupart des observateurs relèvent que, « le dossier (étant) ultra-sensible », il convient de « garder la tête froide et de ne pas se prononcer trop rapidement ». De fait, la publication du Lancet ne rapporte que les conclusions d'un examen partiel, l'analyse ne portant que sur les fluides corporels relevés sur les effets personnels du leader défunt.
Les experts suisses concluent que leurs analyses conduisent à envisager « la possibilité » d'un scénario d'empoisonnement. Sans se prononcer sur le processus qui aurait conduit à l'ingestion par Yasser Arafat de polonium 210, les scientifiques établissent la présence de « radio-activité élevée », due à la présence de polonium 210. Ils soulignent que la découverte de ce poison extrêmement puissant est cohérente avec les symptômes cliniques (« nausées, vomissements, fatigue, diarrhée et anorexie puis défaillances hépatiques et rénales ») relevés par les médecins français ayant traité le président Arafat lors de son hospitalisation à l'hôpital militaire Percy (Clamart - Hauts-de-Seine).
Selon Al-Jazeera, l'empoisonnement par le polonium a été confirmé par le rapport établi par des chercheurs suisses et rendu public par la chaîne d'information le 6 novembre 2013. Patrice Mangin, directeur du Centre universitaire romand de médecine légale (CURML), indiquait que l'on pouvait « raisonnablement » supposer que la mort avait été « la conséquence d'un empoisonnement au polonium 210 » et jugeait cette hypothèse comme la « plus cohérente » au vu des résultats obtenus, mais « sans être parfaitement catégorique sur le lien entre le poison et le décès ».
Selon le mensuel belge flamand Joods Actueel qui avait déjà dénoncé les conclusions suisses, le CHUV admet dans un article scientifique publié le 30 novembre 2015 dans la revue Forensic Science International que leur analyse ne permet pas de trouver des preuves directes de l'empoisonnement d'Arafat.
Le CHUV confirme dans son texte « Frequently asked questions regarding the expertise conducted on President Yasser Arafat's personal belongings and remains » que, par manque de preuves probantes, il ne peut donner une probabilité concernant l'hypothèse de l'empoisonnement mais précise toutefois pouvoir conclure sur base d'une analyse bayesienne non chiffrée que « dans le cadre de l'hypothèse de l'empoisonnement au polonium toutes (ses) observations étaient plus cohérentes qu'avec l'hypothèse alternative selon laquelle la personne impliquée n'aurait pas été empoisonnée au polonium ».

##### Les équipes française et russe
Les experts russes chargés de l'enquête ont déclaré le 25 décembre 2013 qu'ils excluent tout empoisonnement au polonium et ont conclu en 2013 à une mort naturelle.

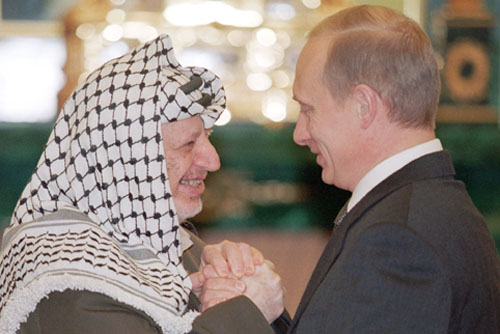
Yasser Arafat avec Vladimir Poutine, 2001

Ayant eu accès au dossier médical de Yasser Arafat (personnalité qu'il avait rencontrée), le professeur de médecine Marcel-Francis Kahn, par ailleurs militant juif de la cause palestinienne, est interrogé en 2013 sur les causes de sa mort : il affirme que les traces de polonium sont bien présentes dans les affaires et le corps du dirigeant palestinien, mais que le tableau clinique et les analyses faites durant son hospitalisation ne correspondent pas à un empoisonnement par un radionucléide comme le polonium. Ainsi, Yasser Arafat a gardé ses cheveux jusqu'au bout et ses analyses ne montrent pas de leucopénie.
France Inter annonce le 3 décembre 2013 que Yasser Arafat n'est pas mort empoisonné. La conclusion des experts mandatés par la justice française pour déterminer les causes du décès de l'ancien leader palestinien est que le leader palestinien est mort de vieillesse, à la suite d'une infection généralisée.
La veuve de Yasser Arafat s'est dite « bouleversée » par le caractère contradictoire des analyses et annonce qu'une contre-expertise sera demandée.
Dans son étude « Histoire secrète des assassinats ciblés commandités par Israël », le journaliste israélien Ronen Bergman confirme clairement le désir de Sharon d'assassiner Arafat. Il note également que la mort d'Arafat est survenue au « bon moment ».
Sur la question de savoir s'il a été effectivement assassiné, Bergman a une phrase très alambiquée qui laisse entendre que même s'il savait la vérité, il ne serait pas autorisé par la censure israélienne à la divulguer. Cela ne permet certainement pas d'exclure l'hypothèse de l'assassinat.

#### Fin de l'enquête en justice
À la demande de Souha Arafat, la veuve de Yasser Arafat, la justice française avait ouvert une enquête pour assassinat de l'ancien chef d'État palestinien. La veuve d'Arafat avait fait appel du premier non-lieu en septembre 2015 et demandé l'annulation d'une expertise-clé pour l'enquête. La justice française a confirmé le 24 juin 2016 le non-lieu prononcé par les magistrats chargés de l'enquête pour « assassinat » ouverte après la mort en 2004 de Yasser Arafat,.
Le 2 juillet 2021 la Cour européenne des droits de l'homme rejette une requête déposée par la veuve et la fille de Yasser Arafat. Elle juge que « l'enquête conduite par la justice française avait été sérieuse et qu'elle ne portait pas atteinte au droit à un procès équitable ».

#### Succession par intérim
L'élection présidentielle palestinienne de 2005 se déroule le 9 janvier suivant la mort d'Arafat et désigne Mahmoud Abbas comme nouveau président de l'Autorité palestinienne. L'intérim est assuré par Rawhi Fattuh.

## Regards sur Yasser Arafat

### En Israël
Yasser Arafat était souvent considéré comme l'ennemi numéro un par Israël. Il a été qualifié de « chef terroriste » et de « menteur congénital », voire de « réincarnation d'Hitler ».
Les Israéliens ne prêtent attention à Yasser Arafat qu'après 1965, lorsqu'il se lance dans la lutte armée.
Il devient une cible après la bataille de Karameh. Moshe Dayan tente discrètement de prendre contact avec lui, en vain, pour le sonder sur ses intentions mais Golda Meir adopte une position tranchée qui restera celle des autorités israéliennes pendant deux décennies : « Yasser Arafat est le chef d'une bande d'assassins », déclare-t-elle.

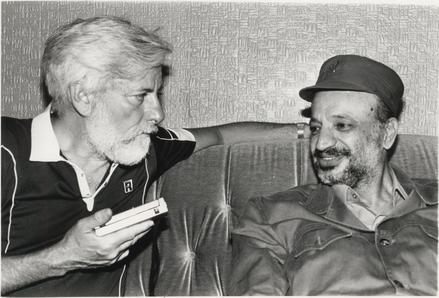
Uri Avnery et Yasser Arafat, 1982

Après le départ d'Arafat de Beyrouth, des députés de la gauche israélienne, comme le fondateur du Bloc de la paix, Uri Avnery ou l'intellectuel d'extrême gauche antisioniste Ilan Halevi, commencent à rencontrer Arafat. La Knesset vote alors en 1986 une loi interdisant aux Israéliens de rencontrer des membres de l'OLP, sous peine de prison.
En 1991, le soutien d'Arafat à Saddam Hussein est perçu par les Israéliens comme une alliance avec l'homme qui bombarde leur pays de missiles Scud.
Shimon Peres, chef de file de l'opposition travailliste israélienne et qui a partagé le prix Nobel de la paix avec Arafat en 1994 à la suite des accords d'Oslo, a dit : « Arafat a commis sa plus grande erreur lorsqu'il s'est tourné vers le terrorisme. Il a enregistré ses plus grands succès lorsqu'il a tenté de se tourner vers la paix ». Après la signature des accords d'Oslo, la gauche adopte une position plus souple comparée à celle de la droite israélienne.
Les discours d'Arafat se terminant souvent par le credo juif « L'an prochain à Jérusalem ! », des Israéliens peuvent y percevoir une volonté de substitution religieuse, politique ou territoriale.
Lors des accords de Wye Plantation en octobre 1998, seul Ariel Sharon, homme de droite et ministre des Affaires étrangères, refuse de serrer la main d'Arafat car, selon lui, il a « du sang juif sur les mains ».
Après le 11 septembre 2001, Sharon, qui avait juré en 1982 de le tuer, déclare : « Nous aussi avons notre ben Laden : Arafat ». Les relations entre les deux nations se dégradent d'autant plus que Sharon refuse de le rencontrer. Mais des personnalités de gauche, comme Peres, refusent une telle comparaison.
Arafat est considéré comme le premier responsable de l'échec du sommet de Camp David II et du sommet de Taba par les Américains et les Israéliens, pour avoir refusé ce qu'ils considèrent comme des offres généreuses des Israéliens. Pour Shlomo Ben-Ami, ancien ministre des Affaires étrangères israélien, « Arafat s'est montré tout à fait incapable d'accepter un compromis et d'orienter les négociations vers la paix ».
À la suite du déclenchement de la seconde intifada et l'élection de Sharon, les discussions de paix sont interrompues et Yasser Arafat redevient, pour la plupart des Israéliens, un « assassin ». Les Israéliens, notamment les membres du Likoud, pensent alors qu'il faut changer la direction palestinienne pour faire avancer les choses.

### Dans le monde arabe

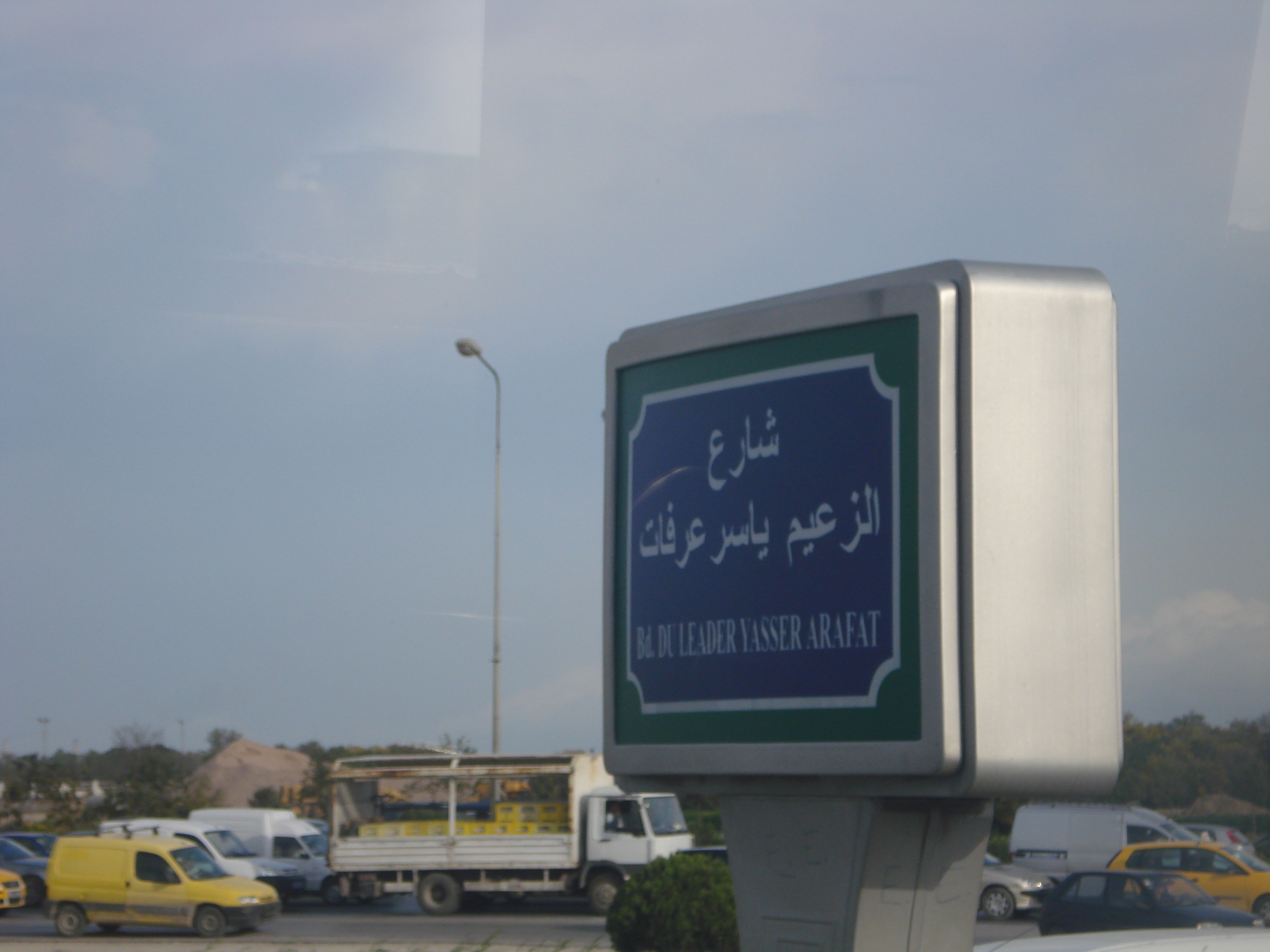
Boulevard Yasser Arafat à Tunis.

Les dirigeants arabes dans leur ensemble n'ont jamais porté Yasser Arafat dans leur cœur. Quatre d'entre eux en particulier : Gamal Abdel Nasser, Hussein de Jordanie, Anouar el-Sadate et Hafez el-Assad, ont entretenu avec lui des relations difficiles, complexes et ambivalentes. En effet, les dirigeants arabes voulaient instrumentaliser la cause palestinienne pour étendre leur influence régionale et considéraient que l'émergence d'une direction palestinienne incontrôlable, perturberait leurs plans.
C'est pour cette raison que Gamal Abdel Nasser a créé l'Organisation de libération de la Palestine (OLP). Nasser, d'abord opposé à Arafat, finit par devenir son allié, parfois décevant. Arafat a connu à plusieurs reprises la prison sous son régime, surtout lorsqu'il était proche des Frères musulmans.
Hafez El-Assad, qui a emprisonné Arafat en mai 1966, n'a pas cessé de chercher à affaiblir le président de l'OLP pour contrôler lui-même le mouvement, n'hésitant pas à susciter des scissions au sein même du Fatah et à intervenir militairement au Liban, dès 1976, contre les forces « palestino-progressistes ».
En Jordanie, Arafat s'est constitué un État dans l'État qui représentait une menace pour le pouvoir en place. L'armée israélienne attaqua les villages jordaniens où se trouvaient les bases du Fatah, ce qui rendit le roi Hussein de Jordanie, qui cherchait un accord avec Israël, méfiant à son égard après la découverte d'un complot et déclencha le Septembre noir.

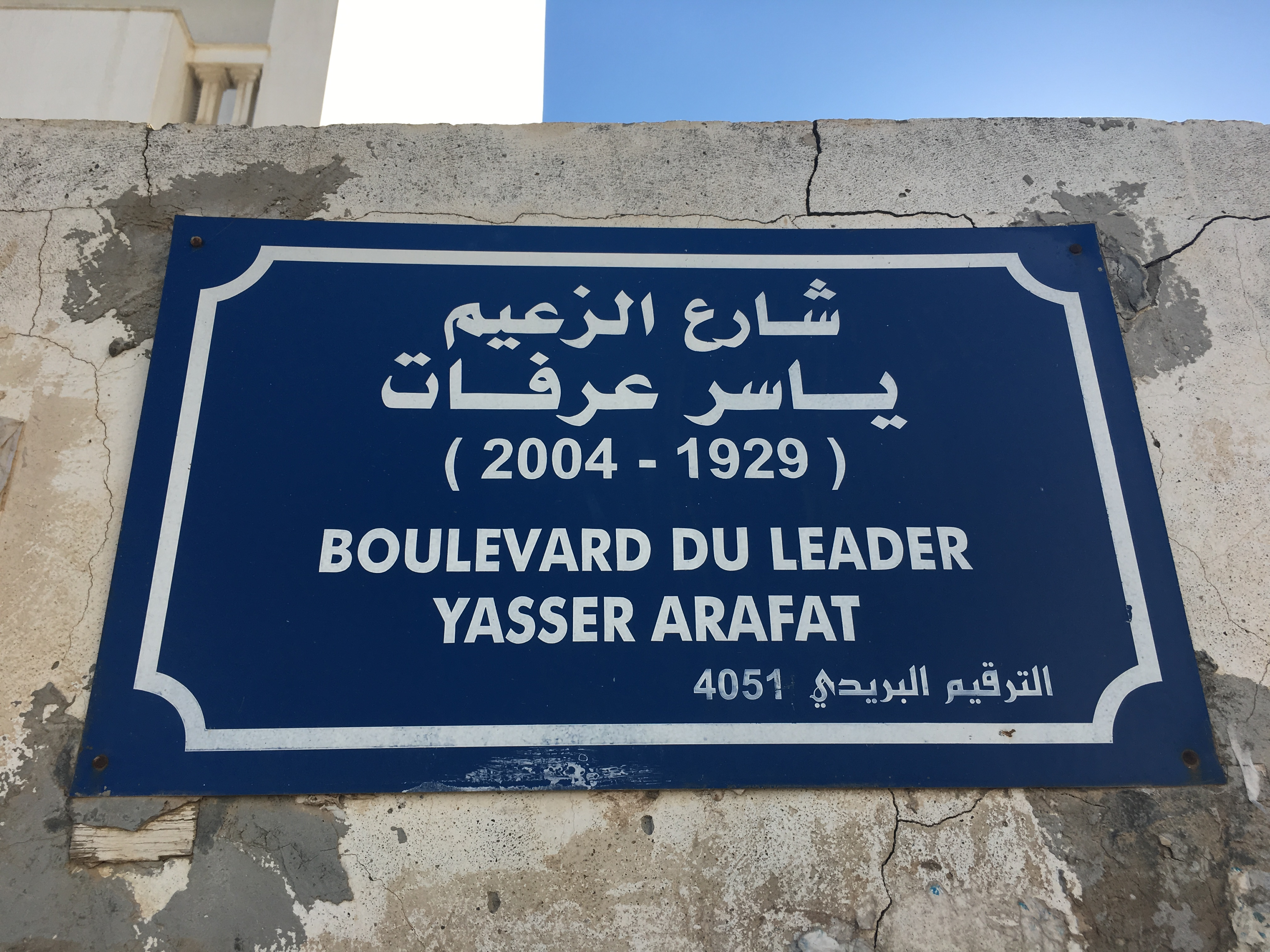
Boulevard Yasser Arafat à Sousse (Tunisie)

Anouar el-Sadate est le premier chef d'un État arabe à avoir signé un traité de paix avec Israël. À la suite de cette signature, les contacts entre l'OLP et l'Égypte sont interrompus et ne reprennent que six ans plus tard, c'est-à-dire après l'assassinat de Sadate et l'arrivée de Moubarak au pouvoir.
Dans la « rue arabe », la popularité d'Arafat commence à croître après la guerre de 1967. On y considère que ses combattants vaincus sauvaient l'honneur des Arabes. Ébranlés par la défaite, les civils ainsi que les militaires lui apportent leur soutien ; par respect, on le surnomme toujours al-Khityar (le Vieux),. Après la bataille de Karameh, considérée comme une victoire par les Arabes, Arafat organise des funérailles officielles pour les fedayins morts. Des dizaines de milliers de personnes y assistent, scandant : « Fatah ! Fatah ! Fatah ! ».
Après la signature des accords d'Oslo, Arafat est autorisé à revenir dans les territoires pour la première fois depuis 1967. Il effectue un retour triomphal. Des millions de Palestiniens accueillent « le héros de l'OLP » à Gaza.
Les Palestiniens reconnaissent sa grande générosité ; Arafat finançait les études et le mariage d'un certain nombre d'orphelins qu'il avait pris sous son aile, dont des enfants de shahids, ces dits martyres palestiniens ayant commis des actes terroristes ; les documents saisis par les Israéliens à la Mouqata montrent une grande variété de demandes d'aide auprès du Raïs, par voie postale ou par le biais de petites annonces dans le journal, pour un mariage, un pèlerinage, des frais de scolarité ou des funérailles de Palestiniens : « Quand il visitait les villes, il était suivi d'une aide chargé d'un porte-documents Samsonite bourré de liasses de billets qu'il distribuait aux gens qui faisaient la queue pour en mendier ». Sa garde rapprochée a également largement bénéficié de ses largesses, et plus encore, les hauts fonctionnaires de l'Autorité palestinienne. De la rue au sommet, tous le considèrent comme leur père bienfaisant et peuvent ainsi tolérer ses autres lubies. Pour sa part, Arafat mène à son habitude, une vie austère et rangée, se contentant de conditions de vie presque spartiates,.
Ses proches apprécient le fin politique, le « renard rusé » qui, ne voulant se brouiller avec personne, tour à tour progressiste, islamiste, conservateur ou éclairé suivant son interlocuteur, encense tout le monde pour laisser toutes les lignes ouvertes et dont la vertu maîtresse est la patience,.
L'image d'Arafat se dégrade au cours des années qui suivent son retour à Gaza à cause du blocage du processus de paix, de la dégradation de la situation des Palestiniens due à la corruption et des fausses promesses, mais le siège de sa résidence à Ramallah ne fait qu'augmenter sa popularité auprès de ces derniers, et après sa mort, de père les Palestiniens en font une sorte d'icône.
Toutefois, Arafat a été notamment critiqué par l'intellectuel Edward Saïd : « C'est un tyran : il a établi une censure totale sur les médias et développé une bureaucratie qui absorbe 60 % du budget de l'Autorité » mais également par l'un de ses proches, le ministre palestinien Nabil Amr, pour l'échec du Sommet de Camp David II et par d'autres encore comme Haïdar Abdel Shafi parce qu'il négociait avec les Israéliens.

### Par les diplomates étrangers
Régulièrement, Yasser Arafat transformait les échecs et les défaites en victoires pour garder toujours haut le moral et l'espoir palestiniens. Le diplomate Terje Roed-Larsen qui l'a côtoyé une dizaine d'années désigne Yasser Arafat comme un « guignol » qui « mentait tout le temps » : ce n'était jamais lui mais la faute du Hamas, celle d'al-Qaïda, des Iraniens, des Libanais ou des Syriens, alors que tout le monde savait que c'était lui derrière ces échecs. Dennis Ross, négociateur du Moyen-Orient pour les États-Unis, qualifie Arafat d'acteur et de manipulateur ayant commis des erreurs catastrophiques sur le plan moral et politique ; il rapporte également qu'un jour de 1994, il déplorait les attentats palestiniens à la bombe de Hadera et Afula, et le Raïs lui a répondu qu'ils étaient l'œuvre d'un commando israélien d'Ehud Barak.
Le chancelier autrichien Bruno Kreisky, le chancelier allemand Wily Brandt et d'autres personnalités encore s'étonnaient de rencontrer en Yasser Arafat une personne bien différente du portrait qu'ils en avaient.
Né comme Arafat à Heliopolis, le journaliste et diplomate français Eric Rouleau considère Arafat comme un fin stratège malgré ses échecs, ses erreurs de jugement et ses faux-pas, qu'il trouve compréhensibles, tout autant que sa versatilité, son double langage, ses demi-vérités, ses exagérations ou ses silences. Amateur de longues tirades qui ne souffraient pas l'interruption, ses conversations pouvaient n'aboutir à rien, aucune réponse concrète, et agacer par leur vacuité. Rouleau indique lui aussi qu'Arafat niait systématiquement toute responsabilité dans les échecs de sa politique, les imputants aux autres. Pour les Palestiniens, même sa mort serait due aux Israéliens. Par diplomatie, le Raïs avait refusé toutes les offres d'écrire sa biographie, afin de n'avoir pas à s'en prendre à quelque dirigeant qui lui a nui mais dont il aurait besoin.
De nombreux diplomates ont remarqué qu'à travers les années, Yasser Arafat appréciait les égards occidentaux, les tapis rouges et les avions privés,.

### Apparence et vie publique

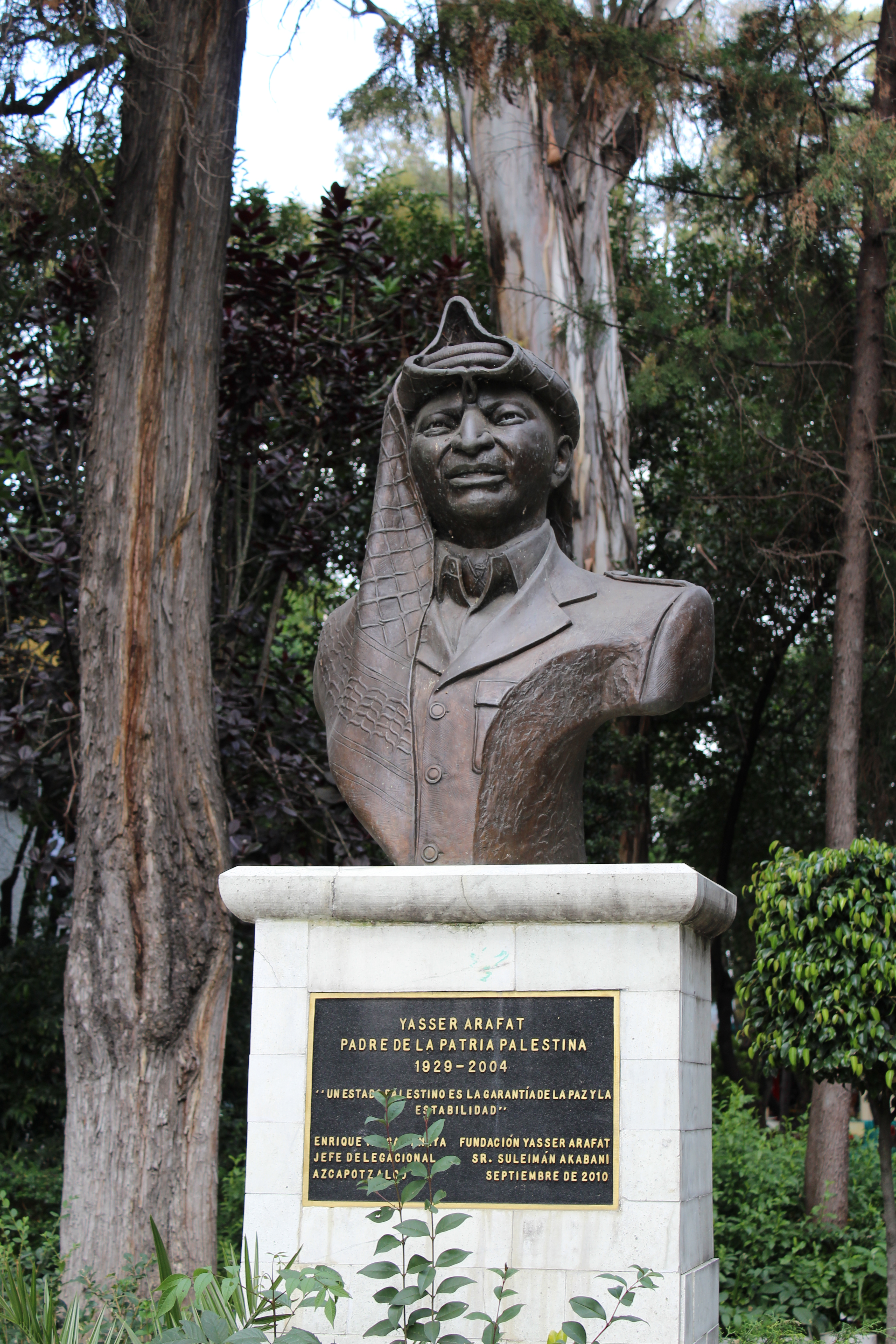
Buste de Yasser Arafat à Mexico.

Yasser Arafat adopte la barbe à la Che Guevara et l'uniforme militaire sur conseil du KGB,. Porté par Fidel Castro, cet habit servait de signe distinctif avec les masses,. Arafat doit apparaître comme étant un soldat et non comme un terroriste. Il porte le keffieh, coiffe arabe traditionnelle et symbole palestinien. Il le drape sur son épaule droite de manière à symboliser la représentation de la forme de la Palestine,,.
Comme le lui avaient conseillé les services secrets soviétiques et roumains dans les années 1960, lorsqu'il apparaissait devant une audience européenne, il parlait de son intérêt pour la paix, tandis qu'en s'adressant à une audience arabe, il parlait de bataille, de conquête et de sacrifice d' « un million de shuhada » [martyres] pour la rédemption de la Palestine,. Il était persuadé que la stabilité du Moyen-Orient dépendait de sa personne. Et lorsqu'il n'était pas satisfait, il menaçait de déchaîner la colère palestinienne, de déstabiliser le Moyen-Orient et de menacer les intérêts américains.
Arafat était un musulman convaincu, croyant que les fondements de l'islam pouvaient attirer à lui et à sa cause une audience très large. Ses discours en arabe où perdurait son accent égyptien dont il ne parvint jamais à se débarrasser étaient agrémentés par des citations coraniques, séduisant un public islamique large,,.
Bien qu'Arafat apparaissait comme un dirigeant charismatique et chaleureux, manifestant sans cesse, selon Claude Cheysson, un « souci de plaire à tout prix », une « sorte de Machiavel sentimental », son gouvernement était centralisé et il dirigeait le Fatah et l'Autorité palestinienne d'« une main de fer ». Le Raïs est perçu dans la culture populaire palestinienne, comme le père et le symbole du mouvement nationaliste palestinien, et dans le reste du monde comme un anti-héros iconique.

## Distinctions

### Décorations étrangères
- Grand-croix de l'ordre de Bonne Espérance ( Afrique du Sud).
- Médaille de l'ordre de la Plage Girón ( Cuba).
- Grand-croix de l'ordre du Mérite civil ( Espagne).
- Chevalier grand-croix au grand cordon de l'ordre du Mérite de la République ( Italie).
- Grand cordon de l'ordre de l'Étoile de Jordanie ( Jordanie).
- Collier de l'ordre du Grand conquérant ( Libye).
- Grand cordon de l'ordre du Ouissam alaouite ( Maroc, 1994 — décoré aux côtés de Shimon Peres par le roi Hassan II du Maroc pour leur rôle au lancement du processus de paix israélo-palestinien).
- Médaille de Sri Lanka Mitra Vibhushana (en) ( Sri Lanka, 2014 - à titre posthume)[184].
- Grand-croix de l'ordre du Lion blanc ( République tchèque).
- Grand cordon de l'ordre de la République ( Tunisie).
- Première classe de l'ordre du prince Iaroslav le Sage ( Ukraine).

### Autres
Son nom a été donné à une roquette Qassam produite dans la bande de Gaza : la roquette Arafat (Type 1 et 2),.
Son nom avait été donné à l'ancien aéroport international Yasser Arafat, situé dans la bande de Gaza et détruit en 2001.

## Dans la fiction
Yasser Arafat apparaît comme personnage secondaire dans deux comédies américaines : Y a-t-il un flic pour sauver la reine ? (1988), où il est incarné par David Katz, et Légendes vivantes (2013), où il est joué par Michael Menapace. Il est aussi question d'Arafat dans le téléfilm d'action Embarquement pour l'enfer (1990).